# Brabag
Die Braunkohle-Benzin AG (kurz: Brabag, auch BRABAG) war eine 1934 als „Pflichtgemeinschaft der deutschen Braunkohlenwirtschaft“ gegründete deutsche Aktiengesellschaft mit Sitz in Berlin am Schinkelplatz 1–2. Unter Verwendung von Braunkohle stellte das Unternehmen bis 1945 in Hydrierwerken an den Standorten Böhlen, Magdeburg, Schwarzheide und Zeitz synthetische Kraftstoffe sowie Schmieröle her.
Im Juli 1945 wurden die Anlagen von der Sowjetischen Militäradministration in Deutschland beschlagnahmt und später zu Volkseigenen Betrieben der DDR umgewandelt. Nach dem Entzug der mitteldeutschen Werke verlagerte die Gesellschaft den Sitz 1949 nach West-Berlin und konnte damit ihre trizonalen Vermögenswerte retten. Zeitgleich übernahm der Bund mehr als ein Drittel der Aktien.
Operativ beschränkte sich das Geschäft in der Folgezeit auf die Verwaltung des noch vorhandenen Besitzes und auf Unternehmensbeteiligungen. Das verbliebene Kapital diente größtenteils der Rückzahlung von Unternehmensanleihen, welche die Gesellschaft 1938 und 1940 im Gesamtwert von 120 Millionen Reichsmark ausgegeben hatte. Für das enteignete Ost-Vermögen erhielten die Gläubiger, darunter befanden sich viele Kleinsparer, ab 1963 Besserungsscheine.
Nach 1983 existierte das Unternehmen faktisch nur noch als Firmenmantel. Der Verwaltungssitz wurde 1990 nach Köln und 1998 zurück nach Berlin verlegt. Im Jahr 2002 folgte die offizielle Auflösung der Aktiengesellschaft.

## Ausgangslage
Im Zuge der deutschen Autarkiebestrebungen, die ihren politischen Ursprung in der Weimarer Republik hatten, begannen südlich von Halle (Saale) im Juni 1926 die I.G. Farben in den Leunawerken mit ersten Versuchen zur industriellen Herstellung von synthetischem Benzin. Die Produktion des sogenannten Leuna-Benzins wurde bereits ab 1929 staatlich subventioniert, um Deutschlands Außenhandelsbilanz zu entlasten.
Nach der Ernennung Adolf Hitlers zum Reichskanzler vereinbarte das Reichswirtschaftsministerium im Dezember 1933 mit der I.G. Farben das Feder-Bosch-Abkommen, in dem sich letztere verpflichtete, ihre Produktion in Leuna auf jährlich 350.000 Tonnen Benzin zu erhöhen, während der Staat einen Mindestverkaufspreis für das mittels Hydrierung aus Braunkohle gewonnene Benzin garantierte. Damit sollten Devisen für Mineralölimporte gespart, aber auch Arbeitsplätze geschaffen werden. Eine militärstrategische Komponente besaß der Vertrag nicht, da die garantierte Jahreserzeugung schon im Vergleich zum regulären Jahresverbrauch des Deutschen Reiches nur ein unbedeutender Bruchteil war.
Ab Mitte 1934 zogen die Weltmarktpreise für Mineralöl derart an, dass die synthetische Treibstoffindustrie schlagartig konkurrenzfähig wurde. Die Ursache für den rapiden Anstieg der Rohölpreise war der privatwirtschaftliche, vor allem aber weltweit steigende militärische Motorisierungsgrad. Unter anderem übernahm die APOC, deren Mehrheitseigentümer der britische Staat war, dem Völkerbundembargo zum Trotz, die Treibstoffversorgung für Mussolinis Abessinienkrieg. Zu diesem Zeitpunkt hing Deutschland bei einem Jahresverbrauch von 3,7 Millionen Tonnen Mineralöl zu 65 bis 70 Prozent von Ölimporten ab, die zu 75 Prozent von britischen und US-amerikanischen Firmen kamen. Ein Jahr später fielen 50 Prozent der Ölimporte für das Deutsche Reich aus. Damit trat der erste Ölschock in Deutschland ein.
Diese Entwicklung sprach aus deutscher Sicht eindeutig für den Auf- beziehungsweise Ausbau von Hydrierwerken. Im Zuge des spanischen Bürgerkriegs (1936–1939) explodierten die Ölpreise dann weltweit. Die Sowjetunion lieferte Treibstoffe an die Republikaner; britische und US-amerikanische Ölkonzerne sicherten während des gesamten Kriegsverlaufs den Treibstoffnachschub für Francos nationalspanische Truppen. Diesen räumten die Regierungen in London und Washington darüber hinaus umfangreiche Kredite zum Kauf von Benzin ein, was ebenfalls im Widerspruch zu den Neutralitätsresolutionen beider Länder stand.

## Gründung

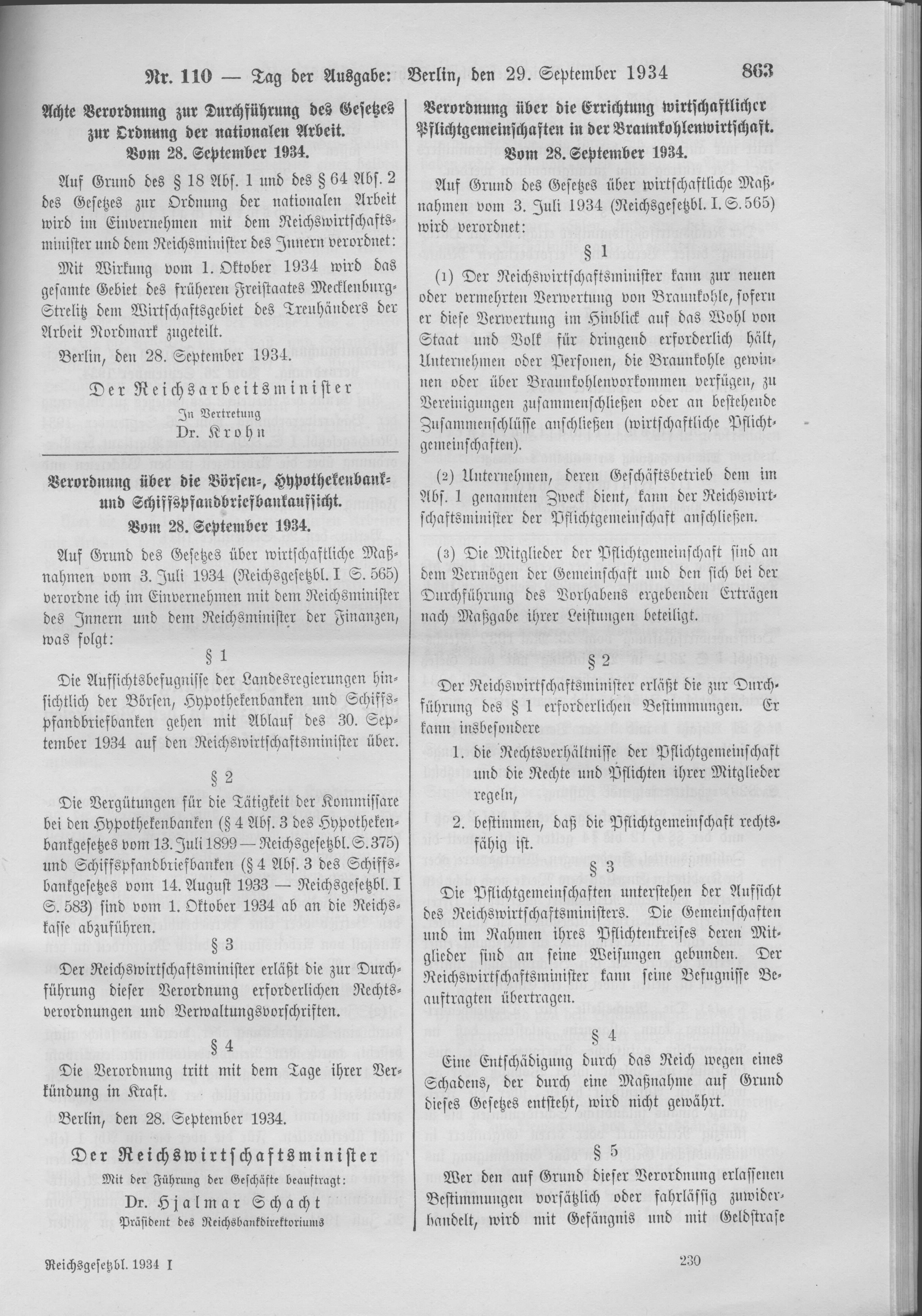
Verordnung über die Errichtung wirtschaftlicher Pflichtgemeinschaften in der Braunkohlenwirtschaft, RGBl. (1934, Nr. 110, S. 863)

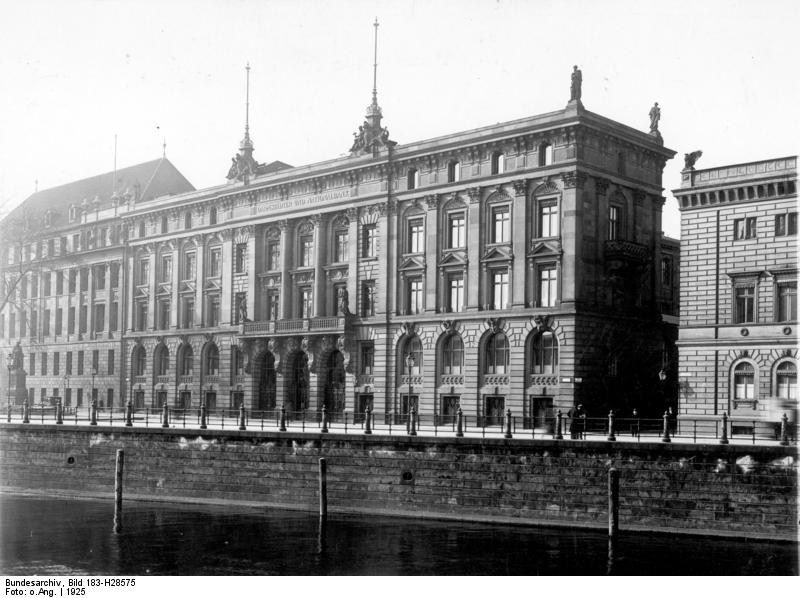
Der Hauptsitz der Brabag befand sich bis 1945 im ehemaligen Gebäude der Danat-Bank am Schinkelplatz in Berlin

Vor dem Hintergrund der Deviseneinsparung erfolgte am 26. Oktober 1934 die Gründung der Braunkohle-Benzin AG mit Sitz in Berlin, Schinkelplatz 1–2. Zweck der Gesellschaft war „die Herstellung von Treibstoffen und Schmierölen unter Verwendung von deutscher Braunkohle“. Das Gründungskapital betrug 100 Millionen Reichsmark (RM), was heute inflationsbereinigt der Kaufkraft von rund 543 Millionen Euro entspricht. Der Betrag wurde anteilmäßig zu je 10 Prozent von den beteiligten Betreibergesellschaften aufgebracht. Dies waren die damals zehn größten deutschen Montanunternehmen mit einer Jahresproduktion von jeweils mehr als 400.000 Tonnen Rohbraunkohle:
- I.G. Farben
- Deutsche Erdöl AG (DEA)
- Elektrowerke AG (EWAG)
- Rheinische AG für Braunkohlenbergbau und Brikettfabrikation (RAG)
- Anhaltische Kohlenwerke (AKW)
- Werschen-Weißenfelser Braunkohlen AG (WW)
- Braunkohlen- und Brikett-Industrie AG (Bubiag)
- Ilse Bergbau AG (ab 1938 VIAG)
- AG Sächsische Werke (ASW)
- Mitteldeutsche Stahlwerke (Mittelstahl)[11]

Der Zusammenschluss erfolgte auf Grundlage der „Verordnung über die Errichtung von Pflichtgemeinschaften in der Braunkohlenwirtschaft“ vom 28. September 1934. Im Prinzip war die Gründung von „Pflichtgemeinschaften“ kein Novum, sondern lediglich eine andere Bezeichnung für bereits bestehende Möglichkeiten gesetzlich veranlasster Zusammenschlüsse von Bergbauunternehmen. Nahezu alle Regierungen der Weimarer Republik erwogen eine Verstaatlichung der Kohleindustrie. Bereits 1919 trat das Kohlenwirtschaftsgesetz in Kraft, welches Unternehmen verpflichtete, sogenannten Kohlesyndikaten beizutreten. Zwar blieben die Unternehmen im Privatbesitz, jedoch standen die Syndikate unter der Oberaufsicht des Staates. Das heißt, seit Beginn der 1920er Jahre legte das Reichswirtschaftsministerium, vertreten durch den Reichskohlenrat, in allen Zweigen der Kohleindustrie die Preise, Preisnachlässe, Lieferbedingungen, die regionale Aufteilung der Absatzmärkte, Löhne und Sonstiges fest. Zugleich verankerte dieses Gesetz die Möglichkeit der zwangsweisen Zusammenfassung von Bergwerksunternehmen für bestimmte Verkaufs- und Produktionsorganisationen.
Aufbauend auf die in der Weimarer Republik geschaffenen Strukturen stellte die Braunkohle-Benzin AG eine Mischform von Staats- und Privatkapitalismus dar. Von der Gründung eines vollständig staatlichen Unternehmens hatte das Reichswirtschaftsministerium aus verschiedenen Gründen abgesehen. Einerseits fehlten dafür zu dieser Zeit noch die öffentlichen Mittel, anderseits hätte bei einer staatlichen Gesellschaft der Kapitalaufwand in keinem vertretbaren Verhältnis zum Nutzen, der Einsparung von Devisen, gestanden. Mit der Gründung der Braunkohle-Benzin AG enthob sich der Staat des finanziellen Risikos, besaß aber wie bei einem Staatsunternehmen Einfluss und erreichte die gleiche Deviseneinsparung.
Die Brabag unterstand dem Reichswirtschaftsministerium, vertreten durch einen Reichskommissar. Diese Funktion übernahm der seit 1923 amtierende Reichsbankdirektor Robert Deumer. Wirtschaftliche Eigentümer der Gesellschaft blieben die Aktionäre. Dementsprechend dominierten im Aufsichtsrat die Vertreter der beteiligten Braunkohleunternehmen. Den Aufsichtsratsvorsitz erhielt der Staatsbeamte Wilhelm Keppler. Der Vorstand bestand aus renommierten Wirtschaftsexperten wie Carl Krauch und Heinrich Koppenberg, als auch aus Staatsbeamten wie Alfred von Vollard-Bockelberg und Fritz Kranefuß. Ab 1938 leiteten der Chemiker Heinrich Bütefisch und der Physiker Ernst Hochschwender die Brabag in allen produktionstechnischen Angelegenheiten.

### Gründungskontroversen

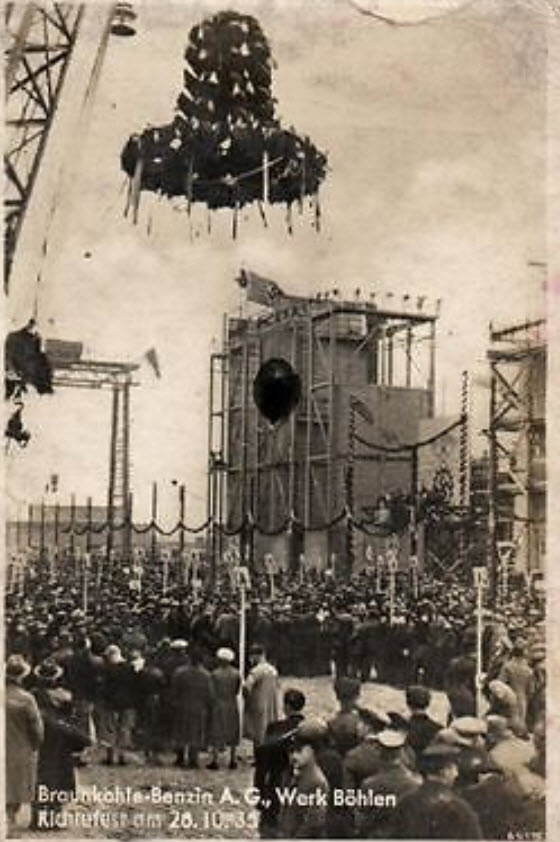
Richtfest Brabag-Werk Böhlen am 26. Oktober 1935

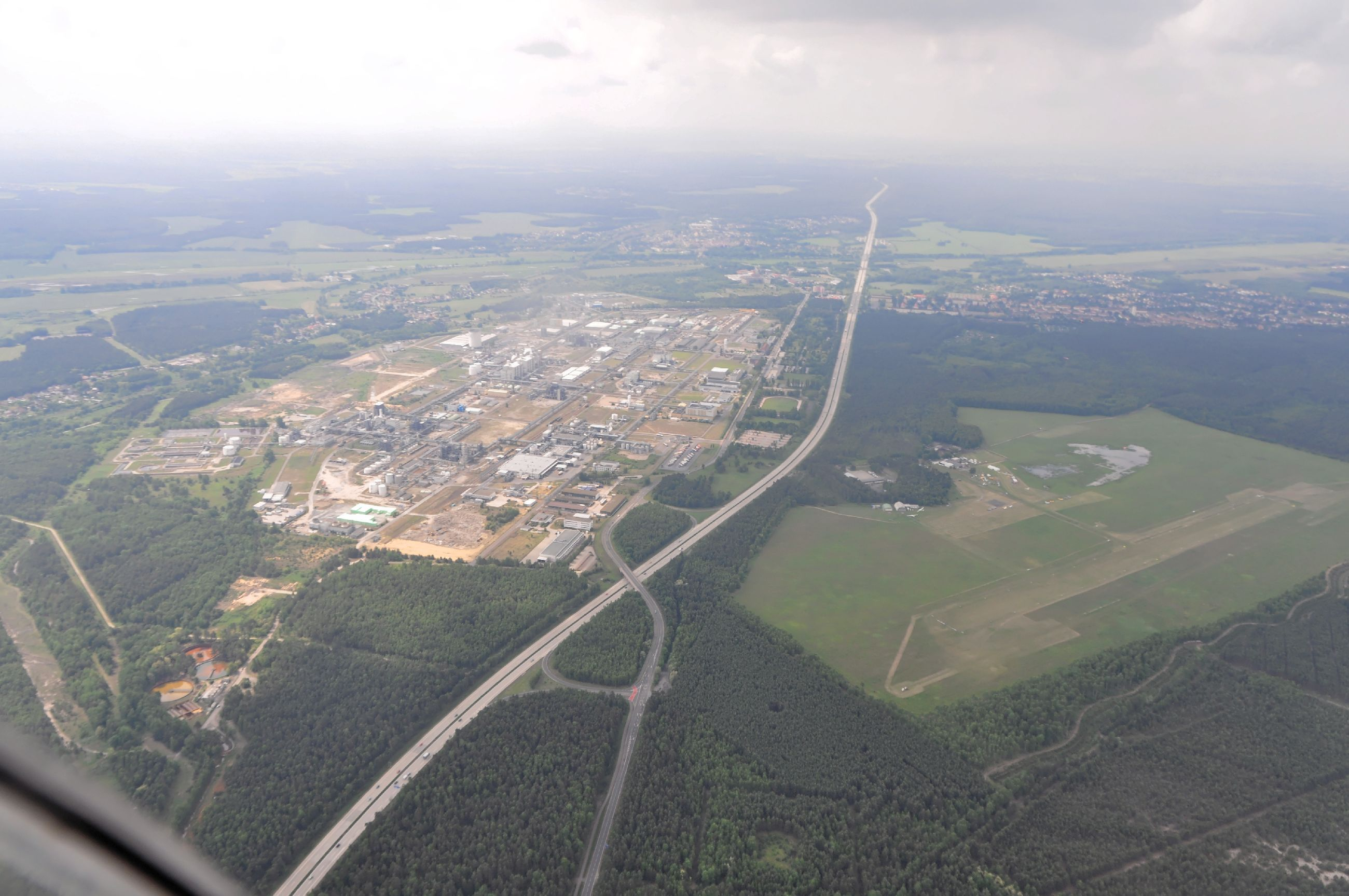
Ehemaliges Gelände der Brabag Schwarzheide (2013), heute BASF

Die in der Nachkriegszeit von einzelnen Vertretern der Betreiberunternehmen aufgestellte und von Historikern wie Wolfgang Birkenfeld untermauerte These, die Gründung der Braunkohle-Benzin AG sei unter staatlichem Zwang erfolgt, wird in der neueren Forschung differenziert betrachtet. Tatsächlich ging dem Zusammenschluss ein Spitzentreffen der Vorstandsmitglieder der beteiligten Braunkohleunternehmen am 21. September 1934 mit dem Reichswirtschaftsminister Hjalmar Schacht voraus, das ergebnislos endete. Offensichtlich standen fast alle Beteiligten dem Gemeinschaftsprojekt im Grundsatz offen gegenüber, jedoch konnte auf dieser Konferenz keine Einigung hinsichtlich des technischen Verfahrens erzielt werden.
Gemäß der Intention des Reichswirtschaftsministeriums sollte das synthetische Benzin nach dem von der I.G. Farben entwickelten Bergius-Pier-Verfahren in einem oder mehreren Hydrierwerken der Gesellschaft hergestellt werden. Seitens der Braunkohlenindustrie stieß diese noch nicht ausgereifte Technologie verbreitet auf Ablehnung, zumal die I.G. Farben hohe Lizenzgebühren verlangte. Rund einen Monat später wurde jedoch ein Kompromiss gefunden: Neben dem Bergius-Pier-Verfahren sollte bei der Brabag nun auch die von einigen Unternehmen favorisierte Fischer-Tropsch-Synthese zur Anwendung kommen. Zugleich wurden hart um die Höhe der Einlagen, den Beitrag der Einzelfirmen, juristische Fragen, vor allem aber um den Produktionsstandort gerungen. Letztlich fiel am 8. November 1934 der Beschluss, anstelle eines großen Werkes an verschiedenen Orten kleinere Anlagen zu bauen.
Ein entscheidender Gesichtspunkt für die meisten an der Brabag beteiligten Unternehmen ergab sich daraus, dass die Hydrierung der synthetischen Treibstoffe aus Braunkohle erfolgen sollte. Das war mit einer Erhöhung der Fördermengen in den Gruben der Gesellschaften verbunden, was folglich nur zu höheren Gewinnen führen konnte, zumal der Staat die Abnahmemengen zu Festpreisen garantierte. Nach dem Hydrierverfahren der I.G. Farben wurden zu dieser Zeit für 1000 kg Benzin 3600 kg Braunkohle benötigt. Insofern waren bei einer Leistung von 200.000 t/a (Tonnen Treibstoffe pro Jahr) rund 720.000 Tonnen Rohkohle notwendig, je Werk. Dazu kamen Tausende Tonnen Kohle für die Kraftwerke zur Erzeugung von Strom und Wärme. Tatsächlich bezog allein im Jahr 1943 beispielsweise das Werk in Schwarzheide 1,3 Millionen Tonnen Braunkohle, die für diesen Standort maßgeblich die Ilse Bergbau AG lieferte. Mittels der Fischer-Tropsch-Synthese konnten aus 1000 kg Kohle 600 kg, etwas später 950 kg Benzin erzeugt werden. Der Nachteil war, dass es damals mit der Fischer-Tropsch-Synthese technisch nicht möglich war, hochoktanige Flugtreibstoffe herzustellen. Die Schwerpunkte lagen hier bei Dieseltreibstoffen, Schmieröl und Paraffinen.
Für die RAG, die eng mit der Ruhrchemie verbunden war, stellte die „Verordnung über die Errichtung von Pflichtgemeinschaften in der Braunkohlenwirtschaft“ ein Garantievertrag für die Fischer-Tropsch-Synthese und damit alles andere als eine Zwangsvereinbarung dar. Erst durch die Gründung der Brabag gewann auch dieses Verfahren an marktwirtschaftlicher Bedeutung. Folglich war der Vorstandsvorsitzende der RAG, Gustav Brecht, ein Befürworter der Brabag, der den Verteilungsschlüssel der Aktien erstellte und auf einer Aufsichtsratssitzung betonte: „Es darf nicht übersehen werden, dass hier Pionierarbeit geleistet wird“.
Ebenso beteiligte sich die ASW engagiert an den Treibstoffvisionen und Plänen des Reichswirtschaftsministeriums. Die Aktiengesellschaft Sächsische Werke besaß umfangreiche Erfahrungen bei der „Zusammenführung“ von Bergwerksunternehmen. Sie ist darüber hinaus ein weiteres Beispiel dafür, dass der Brabag-Zusammenschluss kein „nationalsozialistisches Novum“ darstellte. Die ASW wurde am 13. November 1923 von der damaligen SPD-Landesregierung aus der Taufe gehoben. Alleiniger Aktionär war der Freistaat Sachsen. Nach ihrer Gründung verdrängte die ASW Kohlegewerkschaften und kleinere Bergwerksgesellschaften aus sächsischen Revieren. Unabhängig von der Brabag entwickelte sich die ASW im Verlauf der 1930er Jahre zu einer der größten und für die Kriegsvorbereitung des Nationalsozialismus wichtigsten Aktiengesellschaften. Die Aktien wurden zeitweilig an der New Yorker Wall Street gehandelt.
Noch weniger zutreffend ist die weit verbreitete Aussage „die Industrievertreter der Braunkohleunternehmen lehnten bei dem Treffen mit Hjalmar Schacht eine freiwillige Mitarbeit an dem Projekt rundweg ab“ für die reichseigene EWAG. Nach der RWE war die EWAG das größte Elektrizitätsunternehmen in Deutschland und gehörte seit 1917 zu 100 Prozent dem Staat. Sämtliche Aufsichtsratsmitglieder waren Staatsbeamte. Dementsprechend setzte der Vorstand der Elektrowerke AG, maßgeblich repräsentiert von Aloys Reinauer und Georg Rotzoll, die nationalsozialistische Autarkiepolitik bedingungslos um. Unter anderem baute die EWAG ab 1935 das weltweit größte Braunkohlekraftwerk in Vockerode. Kurz nach der „Verordnung über die Errichtung von Pflichtgemeinschaften in der Braunkohlenwirtschaft“ rühmte sich der Vorstand in einem Geschäftsbericht, sämtlichen Teer und den größten Teil des anfallenden Kokses aus einer zur EWAG gehörenden Schwelerei in Offleben auf die Dauer von 10 Jahren an die Brabag verkauft zu haben.
Sehr eifrig war die Bubiag, die schon elf Tage vor dem Gründungstag der Brabag einen schriftlichen Vorschlag zur Standortfrage einreichte. Darin hieß es: „Es wird die in der Gemeinde Naundorf (Kreis Calau) an der Bahn Ruhland-Lauchhammer, und zwar an der Einmündung dieser Bahn in die Bahnstrecke Ruhland-Senftenberg, gelegene waldbestandene Fläche vorgeschlagen, die zur so genannten Pößnitz-Auswaschung gehört.“ Der Braunkohlen- und Brikett-Industrie AG gelang es, nicht nur das Gelände an die Brabag zu verkaufen. Sie erhielt einen Generallizenzvertrag für die gemeinsam mit den Didier-Werken entwickelten Bubiag-Didier-Generatoren, die dann 70 Prozent aller Fischer-Tropsch-Anlagen mit dem bei diesem Verfahren benötigten synthetisch hergestelltem Ammoniak versorgten. Die größten Bubiag-Didier-Anlagen gingen im Brabag-Werk Schwarzheide in Betrieb.
Als Vertreter von Mittelstahl erklärte Friedrich Flick im Jahr 1947 während des 5. Nürnberger Nachfolgeprozesses, dass sein Unternehmen unfreiwillig Mitglied der „Pflichtgemeinschaft Braunkohlenwirtschaft“ geworden wäre. Dagegen wurde bewiesen, dass für Flick die Brabag weder ein finanzielles noch ein Wettbewerbsproblem darstellte. Vielmehr empfahl er sich als Experte für die „Durchführung industrieller Großprojekte“ und wurde nach der Übernahme der AKW und WW der größte Anteilseigner der Braunkohle-Benzin AG.
Gleichlautend zementierten im Jahr 1947 die Angeklagten im I.G.-Farben-Prozess, dass ihr Unternehmen nicht freiwillig der Brabag beigetreten sei. Dieser Behauptung schenkten die Richter wenig Beachtung und wiesen auf die Bevorzugung des I.G.-Farben-Hydrierverfahrens nebst den erheblichen Profiten für die Lizenzgebühren hin. US-amerikanische Historiker gehen bis heute davon aus, dass die Brabag ein Zusammenschluss der I.G. Farben mit neun weiteren Betreibergesellschaften war, respektive nicht der Staat, sondern die I.G. Farben die Gründung der Braunkohle-Benzin AG initiiert habe. Vor diesem Hintergrund wurden speziell die Brabag-Werke in Böhlen und Zeitz oft als „Leuna-Zweigbetriebe“ bezeichnet. Fest steht, dass die I.G. Farben zum Ablauf des Feder-Bosch-Abkommens 90 Millionen RM an das Reichswirtschaftsministerium abführte. Dieser Betrag war lediglich der Überschuss, der die in dem Abnahmevertrag vereinbarte fünfprozentige Rendite überstieg. Nach 1938 erhielt das Unternehmen für die Herstellung des Leuna-Benzins keine direkten Subventionen mehr. Dies war unnötig geworden. Im Jahr 1939 erzielte die I.G. Farben einen Umsatz in Höhe von 821 Millionen RM, vier Jahre später 1,7 Milliarden.
Die DEA nahm eine Sonderposition ein. Sie wollte sich anfangs einer Beteiligung an der Brabag entziehen. Der Aufbau gemeinsamer Hydrierwerke lief der Strategie des Unternehmens zuwider, die vornehmlich auf das vom Staat hoch subventionierte Reichsbohrprogramm und den Ausbau der eigenen Verschwelung im DEA-Braunkohlenteerwerk Rositz ausgerichtet war. In einer Denkschrift äußerte der Vorstand der DEA seine Vorbehalte. Die Konkurrenz reagierte einhellig mit der Bemerkung, dass sich „gefälligst alle großen Braunkohlenproduzenten an dem Projekt zu beteiligen haben“. Angesichts der Gewinngarantien und der hohen Subventionen, welche das Unternehmen bekam, trat die DEA dem Verbund schließlich bei – und blieb auch freiwillig nach dem Krieg ein Anteilseigner der Braunkohle-Benzin AG.
Wie die Nachkriegsforschung aufzeigt, konnten sich Kohleunternehmen der „Pflichtgemeinschaft“ sehr wohl entziehen. Unter anderem versagten sämtliche Braunkohlegesellschaften der Thyssen AG eine Beteiligung an der Braunkohle-Benzin AG und das Reichswirtschaftsministerium akzeptierte diese Haltung. Ansonsten wollte es sich kein Beteiligter nehmen lassen, Einfluss auf die Brabag und den Ausbau der deutschen Mineralölindustrie auszuüben. So zog im Jahr 1941 das Reichswirtschaftsministerium in Erwägung, die gesamten Braunkohlengruben in Deutschland in zwei bis vier Unternehmen zusammenzufassen. Dies hätte die Stammaktionäre der Braunkohle-Benzin AG nicht nur um ihre enormen Verkaufsgewinne der geförderten Braunkohle gebracht, sondern alle privatwirtschaftlich an der Brabag beteiligten Unternehmen zur Bedeutungslosigkeit degradiert.
Parallel sollten die Positionen des Reichskommissars und des Aufsichtsratsvorsitzenden verschmolzen werden, was der Umgestaltung der Brabag zu einem staatlichen Konzern gleichgekommen wäre und unweigerlich zur Auflösung der Pflichtgemeinschaft geführt hätte. Durchgesetzt werden konnten die Pläne nicht. Sie scheiterten am Widerstand der Brabag-Geschäftsleitung. Der Reichskommissar spielte lediglich bis 1939 bei der Beschaffung von Kapital für die Braunkohle-Benzin AG eine Rolle. Danach wurde er weder von der Brabag konsultiert, noch griff er, abgesehen von der Bestätigung personeller Veränderungen, in ihre Geschäfte ein.
Ein wesentliches Merkmal für den Einfluss, den die Gesellschafter bis Kriegsende auf die Brabag ausüben konnten, war die Dezentralisierung der Verwaltung. Zwar leitete die Berliner Hauptverwaltung den Aufbau und die Inbetriebnahme der Anlagen, nach der betriebswirtschaftlichen Konsolidierung übernahmen jedoch die Werke die kaufmännische und verwaltungstechnische Führung selbstständig. Auch die Roh- und Hilfsstoffversorgung koordinierte nicht die Hauptverwaltung. Die Verträge dazu schloss jedes Werk für sich ab – und soweit das Braunkohlelieferungen betraf, kamen diese selbstverständlich aus dem umliegenden Revier der jeweiligen Betreibergesellschaft. Beispielsweise dominierte in Böhlen die ASW und im Brabag-Werk Zeitz eindeutig die sich zu einem Megakonzern der deutschen Braunkohlenindustrie entfaltete Friedrich Flick KG (Mittelstahl, AKW, WW).

### Werke
Unmittelbar nach Abschluss des Gesellschaftervertrages spitzte sich der Kampf um die Standortverteilung zu. Zunächst sollten drei Werke zwischen 1935 und 1936 gebaut werden, später ein weiteres. Während die Bubiag Ruhland in der Niederlausitz ins Spiel brachte, hoben die ASW die Vorzüge Böhlens bei Leipzig hervor. Die EWAG favorisierte eine Anlage in der Nähe ihrer Gruben bei Magdeburg, da die dortige Kohle in ihrer Zusammensetzung der von der I.G. Farben in Leuna verwendeten Kohle entsprach. Letztgenannte befürwortete generell die Vorschläge, soweit sie an den Standorten als Lizenzgeber für ihr Produktionsverfahren mitwirken konnte.
Für die Errichtung eines Werks in unmittelbarer Nähe zur Stadt Zeitz hatte sich unter anderem schon im Oktober 1934 der Landrat des Landkreises Zeitz in einer Petition eingesetzt. Darin hob er die Notwendigkeit der Schaffung von Arbeitsplätzen im zu dieser Zeit noch stark von der KPD geprägten Zeitz-Weißenfelser Braunkohlerevier sowie die günstige Verkehrslage und die Vorzüge bei der Versorgung mit Rohstoffen aus den umliegenden Tagebauen der Werschen-Weißenfelser Braunkohlen AG, der AKW, der DEA, der Mitteldeutsche Stahlwerke AG und der A. Riebeck’sche Montanwerke AG hervor. Das Reichswirtschaftsministerium stimmte der Wahl des Standortes schließlich zu und erteilte am 18. Dezember 1936 der Brabag die Genehmigung zur Errichtung einer weiteren großindustriellen Bergius-Pier-Anlage knapp vier Kilometer von Zeitz entfernt in einem Seitental der Weißen Elster.
Schlussendlich hatten sich damit die Betreibergesellschaften auf folgende Orte und Kapazitäten geeinigt:
| Brabag-Werk                                                         | Böhlen                                                                         | Magdeburg                                        | Schwarzheide                                     | Zeitz                                                                           |
| ------------------------------------------------------------------- | ------------------------------------------------------------------------------ | ------------------------------------------------ | ------------------------------------------------ | ------------------------------------------------------------------------------- |
| Ort                                                                 | Böhlen bei Leipzig                                                             | Magdeburg-Rothensee                              | Schwarzheide bei Ruhland                         | Tröglitz bei Zeitz                                                              |
| Verfahren                                                           | Bergius-Pier-Verfahren                                                         | Bergius-Pier-Verfahren                           | Fischer-Tropsch-Synthese                         | Bergius-Pier-Verfahren                                                          |
| Baubeginn                                                           | 1. März 1935                                                                   | 1. Januar 1935                                   | 10. Februar 1935                                 | 1. Mai 1937                                                                     |
| Inbetriebnahme                                                      | 12. März 1936                                                                  | 30. Juni 1936                                    | 1. Juni 1936                                     | 2. Januar 1939                                                                  |
| Geplante Kapazität bei Baubeginn (t/a, Tonnen Treibstoffe pro Jahr) | 240.000 t/a                                                                    | 230.000 t/a                                      | 210.000 t/a                                      | 300.000 t/a                                                                     |
| Höchstleistung (erreicht 1943)                                      | 252.000 t/a                                                                    | 214.000 t/a                                      | 180.000 t/a                                      | 262.000 t/a                                                                     |
| Produktionseinstellung                                              | 21. März 1945                                                                  | 9. Februar 1945                                  | 23. März 1945                                    | 31. März 1945                                                                   |
| Wiederinbetriebnahme auf Veranlassung der SMAD                      | 1. Oktober 1945 als SAG Benzinwerk Böhlen                                      | 2. September 1945 Demontage ab 15. November 1946 | 30. Mai 1945 als SAG Synthese                    | 10. Juni 1945 als SAG SMOLA                                                     |
| Übergabe an DDR                                                     | 3. Juni 1952 als VEB Kombinat „Otto Grotewohl“ Böhlen                          | -                                                | 1. Januar 1954 als VEB Synthesewerk Schwarzheide | 1. Januar 1954 als VEB Hydrierwerk Zeitz                                        |
| Heutiger Betreiber                                                  | ab 1990 Sächsische Olefinwerke Böhlen ab 1995 Dow Olefinverbund (Dow Chemical) | -                                                | ab 1990 BASF Schwarzheide                        | ab 1990 Stilllegung und Abriss (Geländenutzung Chemie- und Industriepark Zeitz) |

Die Inbetriebnahme der Werke in Böhlen und Magdeburg erfolgte ohne zeitliche Verzögerungen und ohne Probleme, da bei der Braunkohlehydrierung auf die technische Erfahrung der Leunawerke aufgebaut werden konnte. Die Lizenzgebühr, welche die I.G. Farben beispielsweise für die Anlage in Böhlen erhielt, lagen im ersten Jahr bei über 1 Million RM (entspricht heute 5 Millionen Euro). Mit den Werken in Böhlen und Magdeburg war die Brabag wesentlich an der einheimischen synthetischen Treibstoffproduktion beteiligt. An diesen beiden Standorten erfolgten von 1938 bis Ende 1942 Kapazitätserweiterungen in drei weiteren Ausbaustufen, die ebenfalls planungsgemäß umgesetzt werden konnten.
1937/38 folgte innerhalb von nur 18 Monaten der Aufbau des Hydrierwerks Zeitz, das am 2. Januar 1939 offiziell den Betrieb aufnahm. Hier betrug der Durchsatz der Anlagen zunächst jährlich 200.000 Tonnen mit einer Erweiterungsoption auf jährlich 300.000 Tonnen. Der kriegsbedingte Material- und Personalmangel sowie schlussendlich die ab Mai 1944 einsetzende alliierte Luftoffensive auf die deutsche Treibstoffindustrie verhinderten die Fertigstellung der Ausbaustufen. Bis 1943, dem höchsten Produktionsjahr während des Zweiten Weltkriegs, konnten die Anlagen im Werk Zeitz auf eine maximale Jahresleistung von 262.000 Tonnen gesteigert werden.
Erhebliche Anlaufschwierigkeiten bestanden im Werk Schwarzheide, anfangs parallel auch Brabag Ruhland genannt. Große Teile der Anlage mussten nach der offiziellen Inbetriebnahme im Juni 1936 wieder abgerissen werden. In den ersten beiden Jahren konnte hier nur eine Leistung von 5000 Tonnen Diesel und Fahrbenzin erzielt werden. Allerdings stellte das Werk in der Lausitz gleichsam eine Großversuchsanlage dar, in der Erfahrungen mit der großtechnischen Durchführung neuer Gaserzeugungsanlagen und der Benzinsynthese gesammelt werden sollten. Für die Rückschläge gewährte das Reichsfinanzministerium allein für das Jahr 1936 eine Sonderabschreibung von rund 3,6 Millionen RM. Zu einem weiteren Produktionsrückgang infolge technischer Mängel kam es ab Ende 1938. Der Endausbau des Werks Schwarzheide war erst im Sommer 1943 abgeschlossen.
Neben der laufenden Treibstoff- und Schmierölproduktion wurden in allen Brabag-Werken intensiv an der Entwicklung neuer Hydrierverfahren sowie neuer synthetischer Produkte geforscht. In eigens eingerichteten Laboratorien erfolgten Leistungsvergleiche sowie wissenschaftliche Experimente mit verschiedenen Rohstoffen und Materialien. Die Forschungsleistungen förderte das Reichswirtschaftsministerium mit zinsgünstigen Krediten und das Reichsfinanzministerium gewährte der Braunkohle-Benzin AG hierfür hohe Abschreibungen und Steuererlasse. Die Chemiker der Brabag arbeiteten in diesem Bereich eng mit dem Kaiser-Wilhelm-Institut für Kohlenforschung zusammen und tauschten regelmäßig wissenschaftliche Peer-Reviews aus. Speziell bei der Herstellung von synthetischem Benzin stellten Versuche zur Steigerung der Oktanzahl von 66 auf 98 einen Schwerpunkt der Forschungsarbeit dar.

## Finanzierung

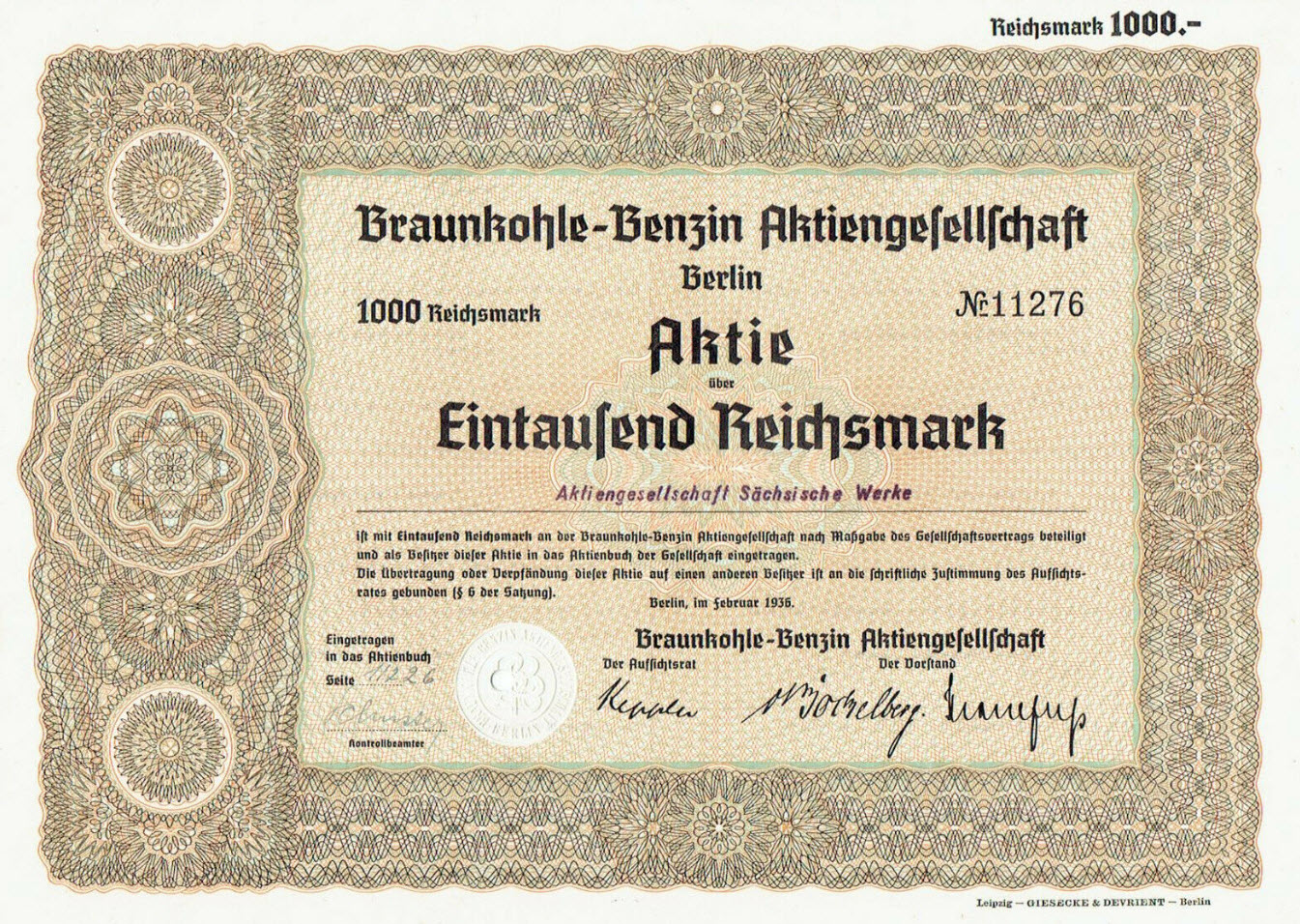
Brabag-Stammaktie der ASW

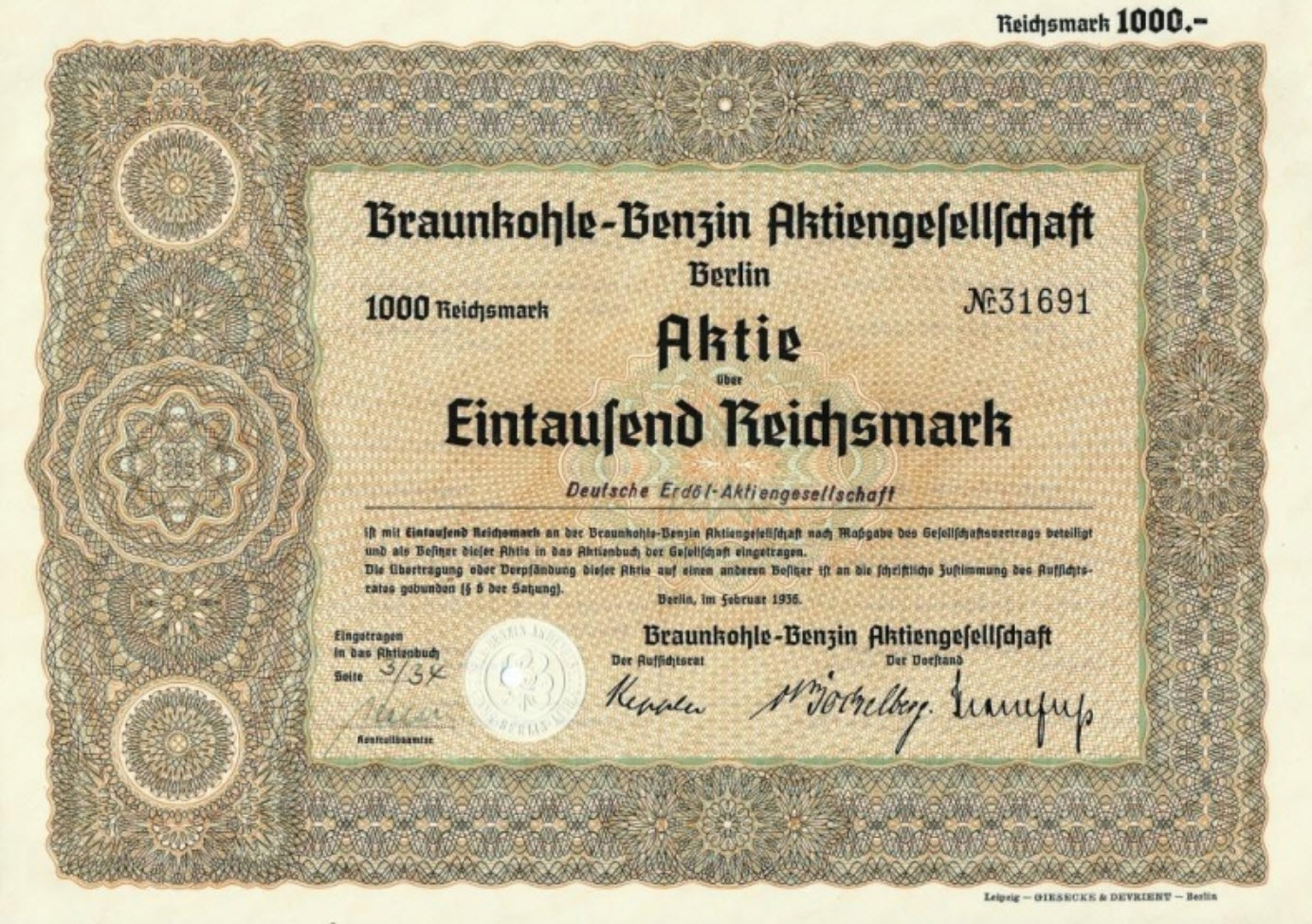
Brabag-Stammaktie der DEA

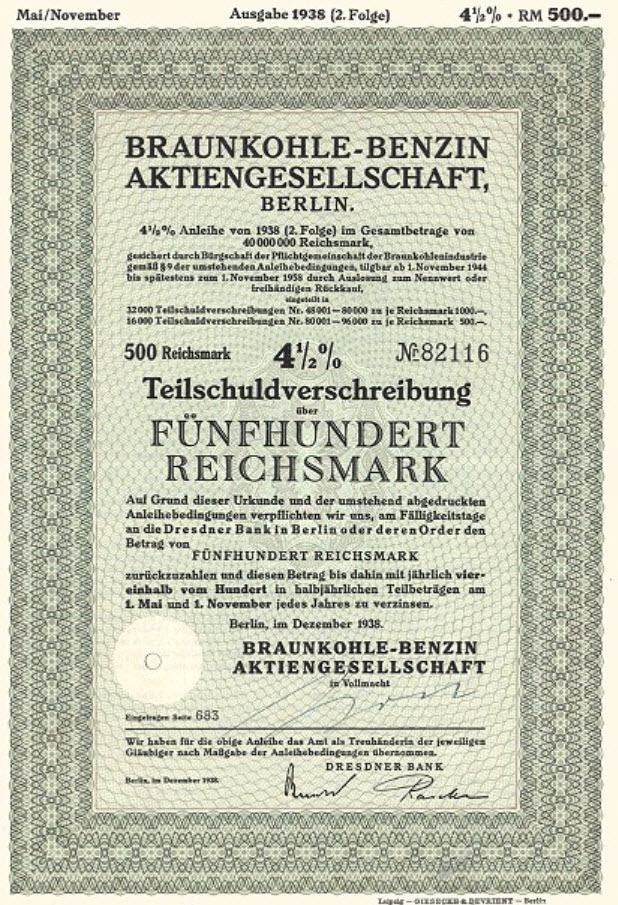
Obligation der Brabag von 1938

Substanziell stellten die anteilmäßig je 10 Millionen RM am Gründungskapital der Brabag für keines der beteiligten Unternehmen ein Problem dar. Die Betreibergesellschaften waren die zehn größten Braunkohleproduzenten, auf die 90 Prozent der deutschen Braunkohle entfiel. Vielmehr sollte über den von Gustav Brecht erstellten Verteilungsschlüssel der Erwerb einer Aktienmehrheit ausgeschlossen werden. Den Aktionären garantierte der Staat eine jährlich feststehende Dividende sowie die Abnahme festgelegter Mengen von Rohbraunkohle. Bei Verlusten zahlte der Staat einen Ausgleich, bei Gewinnen führte die Braunkohle-Benzin AG Mehrerlöse, welche die garantierte Dividende überstiegen, an den Staat ab. Aufgrund der kontinuierlich steigenden Gewinne, wurde die Garantiedividende bis Kriegsende mehrmals erhöht. Ferner übernahm der Staat eine Abnahmeverpflichtung für das hergestellte synthetische Benzin zu festen Preisen sowie die Fix- und variablen Kosten der erforderlichen Infrastruktur, wie Bahnanschlüsse, Zubringerstraßen, eigene Autobahnanschlüsse. Zusätzlich gewährte die Dresdner Bank, als Hausbank der Braunkohle-Benzin AG, allen an der Brabag beteiligten Unternehmen zinsgünstige Kredite.
Die 10 Millionen RM je Betreiberunternehmen waren nicht sofort fällig, sondern wurden je nach Baufortschritt und Kassenlage der Gesellschaft ratierlich eingezahlt. Dazu gewährte das Reichsfinanzministerium die Anwendung des Schachtelprivilegs. Das heißt, die zehn Gründungsmitglieder übertrugen teilweise Anteile auf Tochterunternehmen, wodurch sie Erträge in nahezu vollem Umfang steuerfrei behandeln konnten. Formal hielten in den Anfangsjahren 47 Aktionäre Anteile an der Braunkohle-Benzin AG. Beispielsweise erwarb die Ilse Bergbau AG Aktien im Wert von 6.807.000 RM, den Rest brachte die zu ihr gehörende Matador Bergbaugesellschaft auf. Oder die EWAG, die selbst nur Aktien im Wert von 2.517.000 RM zeichnete. Den restlichen Anteil übernahmen die Braunschweigischen Kohlen-Bergwerke (2.557.000 RM) und viele kleinere Tochtergesellschaften, wie die Bergwitzer Braunkohlenwerke AG (214.000 RM), an denen die EWAG als Mehrheitsaktionär beteiligt war.
Bemerkenswert ist wiederum die I.G. Farben, die zwar Gründungsmitglied der Brabag war, faktisch der „Pflichtgemeinschaft“ jedoch nicht angehörte. Gemäß ihrer Geschäftsberichte erwarb die I.G. Farben selbst keine Anteile, sondern wälzte zu Beginn die Beteiligung komplett auf Tochterunternehmen ab. Dazu zählten mehrere Braunkohlebergwerke im Geiseltal und im Helmstedter Braunkohlerevier. Ferner war die I.G. Farben zu 100 Prozent an der Deutsche Grube Bitterfeld AG und im Rahmen eines Dividendengarantievertrages vollständig mit der A. Riebeck’sche Montanwerke AG verbunden. Letztere erwarb entsprechend dem Verteilerschlüssel der I.G. Farben Stammaktien im Wert 5.560.000 RM. Allerdings übertrugen fast alle Tochterunternehmen ab 1936 die Brabag-Aktien auf die jeweilige Muttergesellschaft zurück. Damit war der Verteilerschlüssel der Aktien reine Makulatur geworden. Bis Kriegsende verfügten von den zehn Gründungsgesellschaften drei über fast 60 Prozent des Kapitals. Das waren die AKW (Friedrich Flick KG), die RAG und die I.G. Farben.
Das Geschäftsjahr 1935 war ausschließlich ausgefüllt mit den Arbeiten für die Errichtung der Werke in Böhlen, Magdeburg und Schwarzheide sowie der Vorbereitung und dem Abschluss der für den Betrieb erforderlichen Verträge einschließlich der Einrichtung des benötigten Verwaltungsapparates. Gewinne konnten logischerweise in diesem Investitionsjahr nicht erzielt werden. Dies änderte sich bereits ein Jahr später. Obwohl sich noch verschiedene Anlagen im Bau befanden, betrug die Erzeugung an Reinbenzin im Werk Böhlen rund 98.000 Tonnen und im Werk Magdeburg etwa 24.000 Tonnen. Damit erzielte das Werk Böhlen bereits Gewinn, während Magdeburg nach mehrmonatigem Versuchsbetrieb noch einen geringen Verlust zu verzeichnen hatte. 1937 stellten die Brabag-Werke zusammen 320.000 Tonnen Treibstoffe her und erwirtschafteten einen Gewinn von 5 %. Bis Ende 1938 konnte die Produktion auf 447.000 Tonnen gesteigert werden.
Die durchschnittliche Dividende stieg in dieser Zeit von 5,2 % auf 5,8 %. Dividendenberechtigt waren allerdings laut Gesellschaftervertrag nur die Aktionäre, die ihr anteilmäßiges Aktienkapital voll eingezahlt hatten. Bis Ende 1937 waren erst 50 % des Gesamtkapitals eingezahlt. Der Bau aller vier Werke kostete bis Anfang 1939 rund 400 Millionen RM. Bis dahin war die Braunkohle-Benzin AG zu einem Unternehmen mit einem Anlagevermögen von rund 350 Millionen RM gewachsen und warf von 1939 bis Ende 1944 regelmäßig eine Dividende zwischen 6 % und 7 % ab.
Zusätzlich gründete die Gesellschaft bis Kriegsende vier Tochterunternehmen in den Bereichen Vertrieb, Handel, Wohnungsbau und Immobilien, und hielt Beteiligungen von bis zu 75 % an weiteren zehn Unternehmen, vornehmlich in den Branchen Chemie und Mineralöl. Auch der firmeneigene Grundbesitz wurde sukzessive ausgedehnt. Das gesamte investierte Kapital der Brabag betrug bis Kriegsende rund 600 Millionen RM.
In der Zeit von 1938 bis 1940 gab das Unternehmen Obligationen auf den freien Anlagemarkt heraus. Diese Kapitalerhöhungen waren dem Neubau der Anlagen in Tröglitz, den Rückschlägen in Schwarzheide, vor allem aber dem Ausbau der Produktionskapazitäten aller Werke geschuldet. Das Emissionsvolumen umfasste insgesamt 120 Millionen RM. Die Ausgabe der festverzinslichen Wertpapiere erfolgte in drei Folgen, gestückelt auf 500 und 1000 RM:
- jährlicher Garantiezins 4,5 % für Teilschuldverschreibung von 1938 (1. Folge 40.000.000 RM)
- jährlicher Garantiezins 4,5 % für Teilschuldverschreibung von 1938 (2. Folge 40.000.000 RM)
- jährlicher Garantiezins 5,0 % für Teilschuldverschreibung von 1940 (3. Folge 40.000.000 RM)[67]

Als Konsortialbank fungierte die Dresdner Bank, Berlin. Gesichert waren die Obligationen über eine Ausfallbürgschaft der Pflichtgemeinschaft sowie durch eine Garantieerklärung des Reichsfinanzministeriums. Damit stellten die Wertpapiere eine staatliche Anleihe dar, die aufgrund dieser Sicherheit und guten Verzinsung überwiegend Kleinsparer, viele Familien und Rentner erwarben. Diese Umstände führten in der Nachkriegszeit zu juristisch langjährigen und schwierigen Auseinandersetzungen. Einerseits war das in der sowjetischen Besatzungszone enteignete Anlagevermögen der Braunkohlen-Benzin AG nicht valutierbar. Anderseits hatte sich die 1949 gegründete Bundesrepublik Deutschland verpflichtet, bestimmte Rechte und Pflichten des Deutschen Reiches zu übernehmen. Dazu kam, dass nach der Sitzverlagerung der Gesellschaft in den amerikanischen Sektor der Bund über ein Drittel der Brabag-Aktien erworben hatte.

## NS-Musterbetrieb

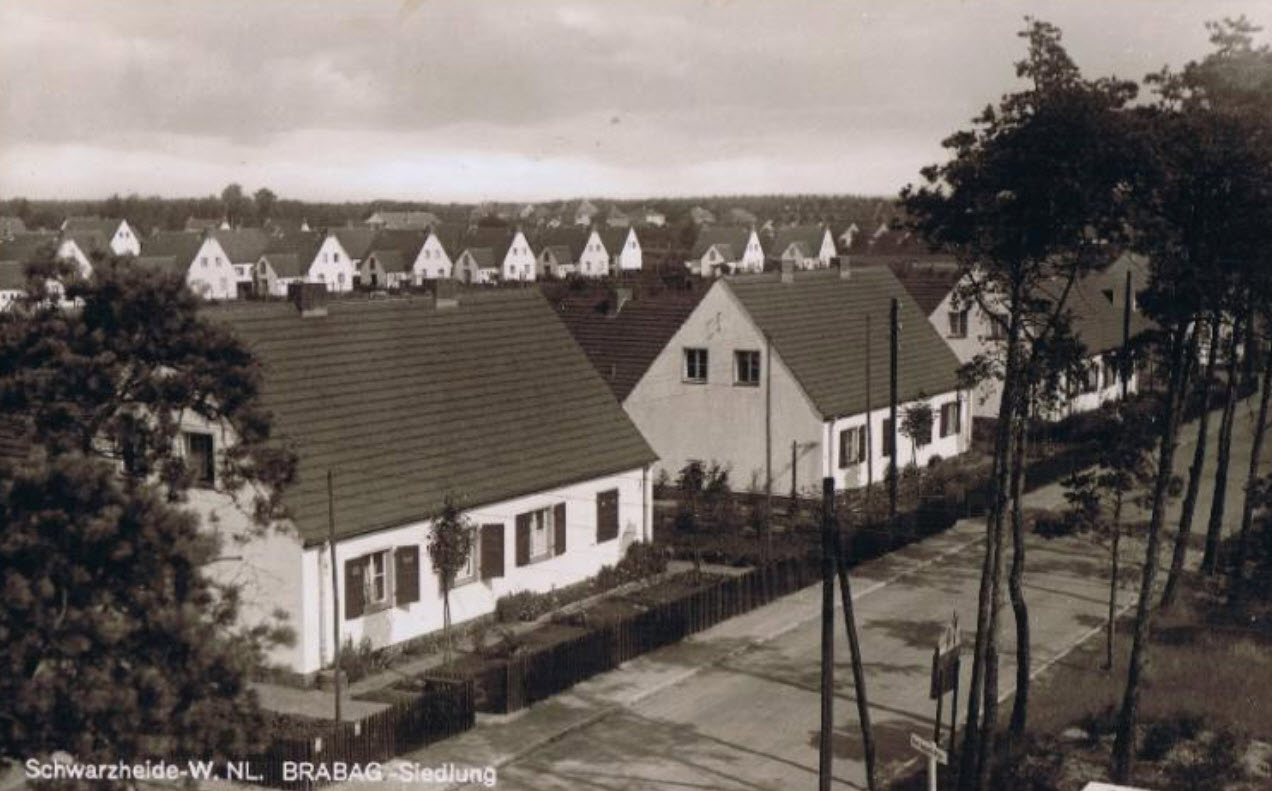
Brabag-Siedlung Schwarzheide, um 1941

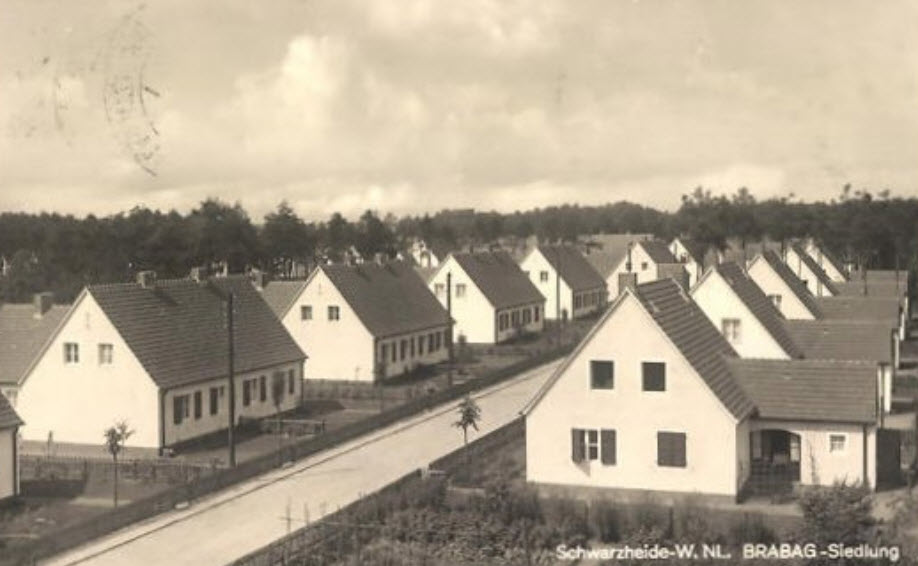
Siedlungshäuser in Schwarzheide-Wandelhof, um 1941

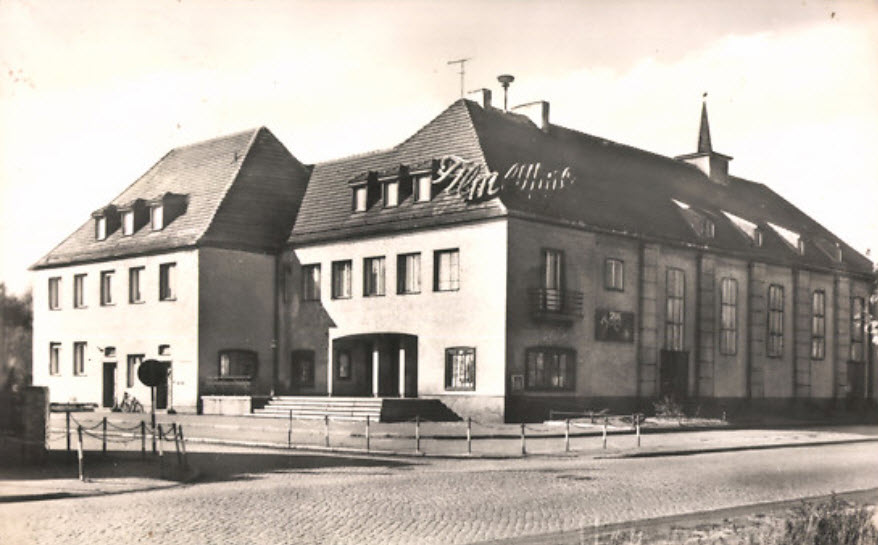
Ehemalige Brabag-Filmbühne Schwarzheide, um 1966

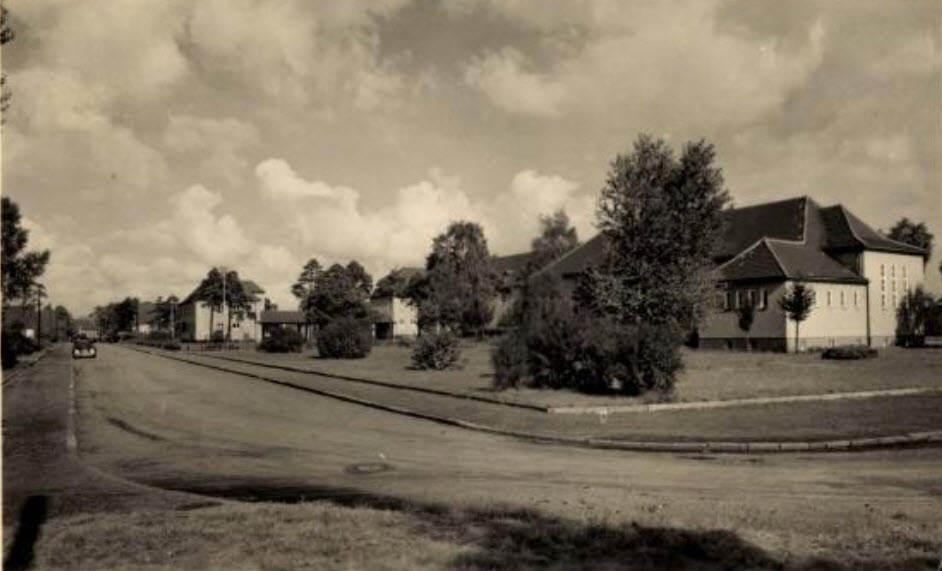
Schwarzheide-Wandelhof, Volksschule der ehemaligen Brabag-Siedlung, um 1956

Im Zuge des Aufbaus der Brabag-Werke fanden in der Zeit zwischen 1935 und 1940 über 100.000 Menschen Arbeit. Neben den Betrieben entstanden Werkssiedlungen, teilweise komplett neue Ortschaften. Bei der Errichtung allein des Werkes in Böhlen waren 124 Baufirmen und 50.000 bis 60.000 Personen beteiligt, wovon rund 1500 einen festen Arbeitsplatz erhielten. Der Ortschronist der Gemeinde, Oskar Fritzsche, fasste die Entwicklung mit den Worten zusammen: „In Böhlen pulsiert ein Leben wie wohl an wenigen Orten in unserem Reiche.“ Hitlers „Leibfotograf“ Heinrich Hoffmann gab hierzu 1941 den Bildband Braunkohle-Benzin A.G. Werk Böhlen Nationalsozialistischer Musterbetrieb heraus. Fast 60 Prozent der vom Brabag-Werk Böhlen angeworbenen Arbeitskräfte waren oder wurden Mitglied der NSDAP. Dazu hielt die ASW in ihrer Werkszeitung im Dezember 1934 in erstaunlicher Offenheit fest:

„Gerade Böhlen, das früher als rote Hochburg verschrien war, und dessen Arbeiterschaft sich am 12. November vorigen Jahres 95-prozentig zum Führer bekannte, ist der beste Beweis für die Anpassungsfähigkeit der Arbeiterschaft an politische Veränderungen, solange die berufliche und soziale Stellung unangetastet bleibt.“

Insgesamt stieg die Zahl der festangestellten Erwerbstätigen zusammen an allen Standorten der Brabag von etwa 4200 im Jahr 1937 auf rund 13.800 im Jahr 1944. Diese setzten sich zum einen aus einer zahlenmäßig kleinen Gruppe von Facharbeitern und Spezialisten, zum anderen einer deutlich größeren Gruppe von einfachen Arbeitern zusammen. Während die ersten fundierte Kenntnisse über den Produktionsablauf in den kompliziert aufgebauten Anlagen besitzen mussten, wurden die anderen für Tätigkeiten benötigt, die kaum fachliches Wissen verlangten, wie Transport der ankommenden Kohle, Bedienung von Maschinen, Heiz-, Strom- und Verbrennungsanlagen, Abfüllung von Chemikalien und Treibstoffen in Kanister, Tanklaster, Mineralölkesselwagen.
Was die Deckung des Bedarfs an einfachen Arbeitern anbetraf, so rekrutierten sich diese überwiegend aus dem Heer der Arbeitslosen und der landwirtschaftlichen Bevölkerung der umliegenden Dörfer. Zusätzlich fanden viele Sudetendeutsche und Deutsche aus Oberschlesien, die in den 1930er Jahren massenhaft ihre Heimat verließen, bei der Brabag Arbeit. Um den Bedarf an qualifizierten Stellen kurzfristig decken zu können, wurde Personal aus den Unternehmen der Gründungsmitglieder abgezogen und an die Standorte versetzt. Aufgrund der guten Bezahlung und hohen sozialen Leistungen, nahmen aber auch viele junge Akademiker, Chemiker und Ingenieure sowie gut ausgebildete, branchenfremde Facharbeiter nach Beendigung ihres Studiums oder ihrer Ausbildung eine Tätigkeit bei der Brabag auf.
Überdies bildete das Unternehmen von Anbeginn eine große Anzahl von Lehrlingen aus. Die Ausbildung erfolgte nach dem Schulentwicklungskonzept Jenaplan und galt als anspruchsvoll sowie innovativ. Der praktische Unterricht fand im jeweiligen Werk statt, der theoretische nebst Unterbringung im betriebseigenen Internat an der Zentral-Lehrwerkstatt und Bergberufsschule Heureka (heute Bergschule Zwickau). Des Weiteren hatte die Brabag 1936 den Erbhof Tröglitz gekauft und als große Schulungsstätte für alle Werke umgebaut. Ab September 1939 genossen die Lehrlinge das Privileg, als Bergschüler kriegswichtiger Betriebe weitgehend vom Wehrdienst befreit beziehungsweise als „UK“ unersetzbar zu sein. Insgesamt war die Brabag-Belegschaft an allen Standorten sehr jung.
Die Deutsche Arbeitsfront verlieh allen vier Brabag-Werken das Prädikat Nationalsozialistischer Musterbetrieb. Hierfür zählten Kriterien wie „vorbildliche Gesundheitsfürsorge“, „vorbildliche Berufserziehung“, „sozialer Wohnungsbau“, „soziale Werksfürsorge“ sowie die „Förderung von Kraft durch Freude“. Zu den Bestandteilen der Brabag-Siedlungen gehörten Werkssparkassen, die unter anderem zinsgünstige Darlehen den Beschäftigten gewährten, Freibäder, Sport- und Tennisplätze, Turnhallen, Schulen, Kindergärten, Krankenstationen, Gemeinschaftshäuser, Werkskantinen, Filmbühnen, Bibliotheken etc.
An der Konzeption der Siedlungen waren namhafte Architekten und Landschaftsplaner wie Gustav Allinger, Alfred von Bodisco und Walther Stridde beteiligt. Die Ein- oder Mehrfamilienhäuser boten einen für diese Zeit hohen Komfort, wie Bad/WC, standardisierte Einbauküchen, teilweise bereits mit Zentralheizung. Die Gestaltung der Wohngebiete erfolgte relativ weiträumig und orientierte sich im Wesentlichen an der nationalsozialistischen Gartenstadtkonzeption:
- In Böhlen entstanden insgesamt 310 neue Gebäude in zusammenhängender Struktur, die vom Ortsinneren in die freie Landschaft überleitete. Teile der Siedlung wurden durch alliierte Luftangriffe stark zerstört. Erhalten geblieben sind unter anderem der 1937 durch die Braunkohle-Benzin AG als Freizeitpark umgestaltete Fortunapark sowie der 1939 von der Brabag eröffnete erste Kindergarten in Böhlen. Weitere komplett neue Wohnsiedlungen für Beschäftigte des Böhlener Brabag-Werkes entstanden im benachbarten Rötha und Zwenkau.[84][85][86]

- Schwarzheide ist mit dem Bau des Hydrierwerks in unmittelbarer Nähe zur Stadt Ruhland am 1. Oktober 1936 durch den Zusammenschluss der beiden, bis dato selbstständigen Gemeinden Zschornegosda und Naundorf entstanden. Die historische Werkssiedlung bildet heute eines der drei Schwarzheider Siedlungskerne. Bis 1944 wurden acht Betriebsleiterhäuser, 32 Assistentenhäuser, 115 Meisterhäuser, 122 Arbeiterhäuser, 214 Volkswohnungen, 148 Etagenwohnungen sowie öffentliche Bauten, Straßen, Plätze, Freizeit- und Grünanlagen errichtet. Weitere Brabag-Siedlungen für Beschäftigte des Werkes Schwarzheide entstanden im angrenzenden Ortsteil Wandelhof, in der sogenannten Bereitschaftssiedlung[87] und in Schipkau.[88][89]

- Die Brabag-Siedlung in Magdeburg-Rothensee wurde zwischen 1935 und 1939 erbaut. Für etwa 1400 Menschen entstanden Kleinsiedlerhäuser für Arbeiter, Einfamilienhäuser für Meister, Ingenieurshäuser mit noch etwas höherem Standard, sowie mehrere Drei- und Vierzimmerwohnungen in zwei- und dreigeschossigen Mehrfamilienhauszeilen. Die Wohnfläche dieser damals sogenannten Volkswohnungen lag zwischen 62 und 75 m². Durch unterschiedliche Ausrichtung und Anordnung der Gebäude entstanden großzügige Innenhof-, Grün- und Gartenflächen zwischen den Häuserzeilen.[90][91]

- Für das Brabag-Werk Zeitz entstand als Arbeitersiedlung der Ort Tröglitz komplett am Reißbrett.[92] Die Erschließungsmaßnahmen in der Gemarkung begannen im Januar 1937. Offizieller Baubeginn war der 1. Mai 1937. Überwiegend wurden hier Volkswohnungen in zweigeschossigen Mehrfamilienhäusern errichtet. Parallel erfolgte ab Herbst 1937 im rund zwei Kilometer entfernten Rehmsdorf der Bau einer weiteren Werkssiedlung mit Einfamilienhäusern für Meister und Ingenieure.[93][45]

Von 1938 bis 1944 erschien die Werkzeitschrift Der Kontakt. Dieses Periodikum stellt ein wichtiges Zeitdokument der Brabag sowie der technischen Forschung und Entwicklung der synthetischen Kraftstofferzeugung dar. Studien zufolge, prägte die Brabag-Belegschaft in allen Werken eine starke Zusammengehörigkeit mit hohem Betriebsstolz, weit in die Nachkriegszeit hinein. In der DDR erhielten SED-Funktionäre den Auftrag, die aufgebauten Werte und Bindungen, den in den Revieren sprichwörtlichen „Brabag-Geist“, zu zerstören.

## Produktion
Mit der Gründung der Braunkohle-Benzin AG und dem Bau der Werke schien der weitere Weg der Mineralölwirtschaft in Deutschland vorgezeichnet. Eine möglichst hohe Eigenproduktion von Treibstoffen zählte zu den erklärten Zielen der nationalsozialistischen Wirtschaftspolitik. Die Brabag war pars pro toto. Durch das Anziehen der Weltmarktpreise für Mineralöl und verbesserte Produktionsverfahren wurde die synthetische Herstellung von Treibstoffen derart lukrativ, dass die Notwendigkeit der Gründung weiterer „Pflichtgemeinschaften“ entfiel. Fast alle großen deutschen Energieversorger bauten in der Folgezeit eigene Hydrierwerke. Insgesamt entstanden bis 1943 im deutschen Einflussbereich 23 Werke, davon neun, die mit der Fischer-Tropsch-Technologie der Ruhrchemie arbeiteten, und 14 nach dem Bergius-Pier-Verfahren der I.G. Farben.
Allgemein wird in der Geschichtsforschung davon ausgegangen, dass alle vor 1937 gebauten oder geplanten Hydrierwerke noch keine militärstrategische Komponente besaßen, und sich dies erst ab August 1936 mit Hitlers Denkschrift zum Vierjahresplan änderte. Nach Adam Tooze sollten die geplanten Anlagen jedoch von Anfang an den Bedarf des Militärs decken, dessen Interessen angeblich Alfred von Vollard-Bockelberg in der Brabag vertrat. Wolfgang Birkenfeld sieht den Bau der Hydrierwerke lediglich als Teil der nationalsozialistischen Maßnahmen zur Arbeitsbeschaffung und bezeichnet „den Schluss auf ein Bündnis zwischen der NSDAP und der Wehrmacht im Zusammenhang mit Kriegsvorbereitungen [zum Gründungszeitpunkt der Brabag] als gegenstandslos und unhistorisch.“ Karl Heinz Roth erwähnt, dass „die Konzernleitung der IG. Farben insbesondere auf den dringenden Bedarf der Luftwaffe nach hochwertigem Flugbenzin erst ab Ende 1940 einging.“
Tatsächlich konnte erst im Januar 1942 mit dem in den Hydrierwerken Pölitz speziell entwickelten DHD-Verfahren die Produktion synthetischen Flugbenzins aufgenommen werden. Im Februar 1943 liefen dann derartige Erweiterungsanlagen auch in Leuna und Scholven sowie ab November 1943 in Böhlen und Wesseling. Weitere DHD-Anlagen befanden sich bis Mitte 1944 im Bau, darunter bei der Brabag in den Werken Magdeburg und Zeitz. Nach beträchtlicher Verzögerung durch den kriegsbedingten Material- und Personalmangel verhinderten die im Mai 1944 einsetzenden alliierten Luftangriffe schließlich die Fertigstellung der DHD-Rohbauanlagen endgültig.
Respektive stellte die Brabag nur im Werk Böhlen Flugbenzin her. Die höchste Monatsproduktion lag beispielsweise im März 1944 (ergo noch vor den Luftangriffen) bei 7964 Tonnen, womit die Brabag von allen deutschen synthetischen Mineralölerzeugern der kleinste Produzent von Flugbenzin war. Produktionsschwerpunkt in Böhlen sowie in Magdeburg war bis Kriegsende Fahrbenzin. Hingegen stelle das Werk Zeitz ab September 1939 ausschließlich Dieselkraftstoffe (überwiegend Marinedieselöl) her. In Schwarzheide lief die Produktion auf Diesel und Heizöl, im anderen Falle mittels der Fischer-Tropsch-Synthese zu damaliger Zeit überwiegend nur Leichtbenzin und ohnehin kein Flugbenzin hergestellt werden konnte.
Auch vor diesem Hintergrund ist bei damaliger Herstellung synthetischer Treibstoffe in der Forschung zwischen geplanten Kapazitäten und tatsächlicher Produktion (Output) zu unterscheiden. Mit absoluter Bestimmtheit baute und betrieb nach 1939 nicht die Braunkohle-Benzin AG die größten Hydrieranlagen, sondern: die
- Hydrierwerke Pölitz AG in Pölitz (700.000 t/a)
- I.G. Farben in Heydebreck O.S. (700.000 t/a)
- Oberschlesische Hydrierwerke AG in Blechhammer (700.000 t/a)
- I.G. Farben in Leuna (600.000 t/a)
- Sudetenländische Treibstoffwerke AG in Brüx (600.000 t/a).[105][106]

Somit verfügten die Werke der Brabag weder einzeln noch zusammen über die höchsten Kapazitäten. Der größte Produzent synthetischer Treibstoffe blieb die I.G. Farben. Eine weitere im Bau befindliche Anlage der I.G. Farben in Auschwitz-Monowitz mit einer geplanten Jahresleistung von 400.000 Tonnen Isooctan ging nicht mehr in Betrieb.
Flugbenzin bildete ausschließlich in den Bergius-Pier-Anlagen in Pölitz, Scholven, Blechhammer und Heydebreck den größten Produktionsanteil; in allen anderen Hydrierwerken lag der Schwerpunkt auf Fahrbenzin, Dieselkraftstoff, Heizöl, Schmieröl und sonstigen Produkten (Sekundärprodukte). Generell ist bei den Angaben über die Produktionsmengen damaliger synthetischer Kraftstoffe stets zu berücksichtigen, dass die neun Fischer-Tropsch-Anlagen überhaupt keine Flugtreibstoffe produzierten, so dass der durch dieses Verfahren erzeugte Kraftstoffanteil im Vergleich zum Bergius-Pier-Verfahren geringer war. Fahrbenzin und Dieselöl konnten mit beiden Verfahren produziert werden, wobei sich die Qualität der Produkte durch verschiedene Oktanzahlen beziehungsweise Cetanzahlen unterschieden.
Obwohl die NS-Autarkie und Rüstungspolitik einen enormen Ausbau der industriellen Kohlechemie in Deutschland erreichte, konnte zu Kriegsbeginn sowie in der Folgezeit die synthetische Treibstoffproduktion nicht annähernd die Unabhängigkeit von Ölimporten sichern. Ab Mitte 1944, kurz vor der Invasion in der Normandie, stürzte die Produktion infolge gezielter Luftangriffe der Alliierten gegen deutsche Erdölzentren, Raffinerien und synthetische Hydrieranlagen auf 85.000 Tonnen ab. Im September 1944 lag die Gesamtproduktion aller deutschen Hydrierwerke bei nur noch acht Prozent der im April erreichten Menge und fiel bis Kriegsende auf den Stand der 1920er Jahre zurück.

## Zwangsarbeit

### Kriegsgefangene und Ostarbeiter
Um die Produktion trotz zunehmenden Ausfalls von Arbeitskräften in den Kriegsjahren sicherzustellen, wurden allen Hydrierwerken angeworbene Fremdarbeiter, die freiwillig zum Arbeitseinsatz nach Deutschland kamen, aber ab Ende 1941 auch Kriegsgefangene und Ostarbeiter zugewiesen. Bis in die Gegenwart ist die Kriegsgefangenenthematik aus deutscher, westalliierter und sowjetischer beziehungsweise russischer Sicht Gegenstand wissenschaftlicher Untersuchungen. Fest steht, dass der Arbeitseinsatz von Kriegsgefangenen in der Industrie, im Bergbau oder bei Aufräumarbeiten in allen kriegsführenden Ländern üblich war. Im Gegensatz zur Behandlung sowjetischer Kriegsgefangener soll die Behandlung westalliierter Kriegsgefangener im Deutschen Reich grundsätzlich den humanitären Richtlinien der Genfer Konvention entsprochen haben.
Gesicherte und vollständige Angaben über die Anzahl, die Nationalitäten sowie die Behandlung von Kriegsgefangenen liegen für die Brabag-Werke nicht vor. Dem Werk in Böhlen waren im Jahr 1943 insgesamt 234 sowjetische und 63 französische Kriegsgefangene zugeordnet, deren Verpflegung laut Aussage von Betroffenen hinsichtlich der Quantität und Qualität von der Werksleitung ausreichend gefördert wurde. Die Gesamtzahl war aber bedeutend höher. Am Stichtag 1. Januar 1944 waren aus dem Gemeinschaftslager Pulgar der Brabag Böhlen 740 Zwangsarbeiter und 507 Kriegsgefangene an Fremdfirmen verliehen, die mit dem weiteren Ausbau des Hydrierwerkes beschäftigt waren. Nach einer Akte war die Brabag Böhlen bereits ab Ende 1941 zur Qualifizierung ausländischer Arbeitskräfte übergegangen. Mitte Januar 1943 waren 321 Personen zu Metallfacharbeitern und Hilfshandwerkern weitergebildet und 76 weitere befanden sich in der Umschulung. Der Bericht sollte anderen Brabag-Werken als Vorbild dienen. Die Anwendung von Gewalt war untersagt. Das Brabag-Werk Zeitz beschäftigte bis Mitte 1944 fast ausschließlich nur frei angeworbene Fremdarbeiter. Hier befanden sich beispielsweise im Juli 1944 von zusammen 2991 im Werk beschäftigter Personen 755 zivile Ausländer, die ihre Verpflegung gemeinsam mit allen Betriebsangehörigen in den Werkskantinen erhielten. Neun Franzosen und 25 Italiener waren nachweislich die einzigen Kriegsgefangenen im Zeitzer Brabag-Werk.

### KZ-Häftlinge

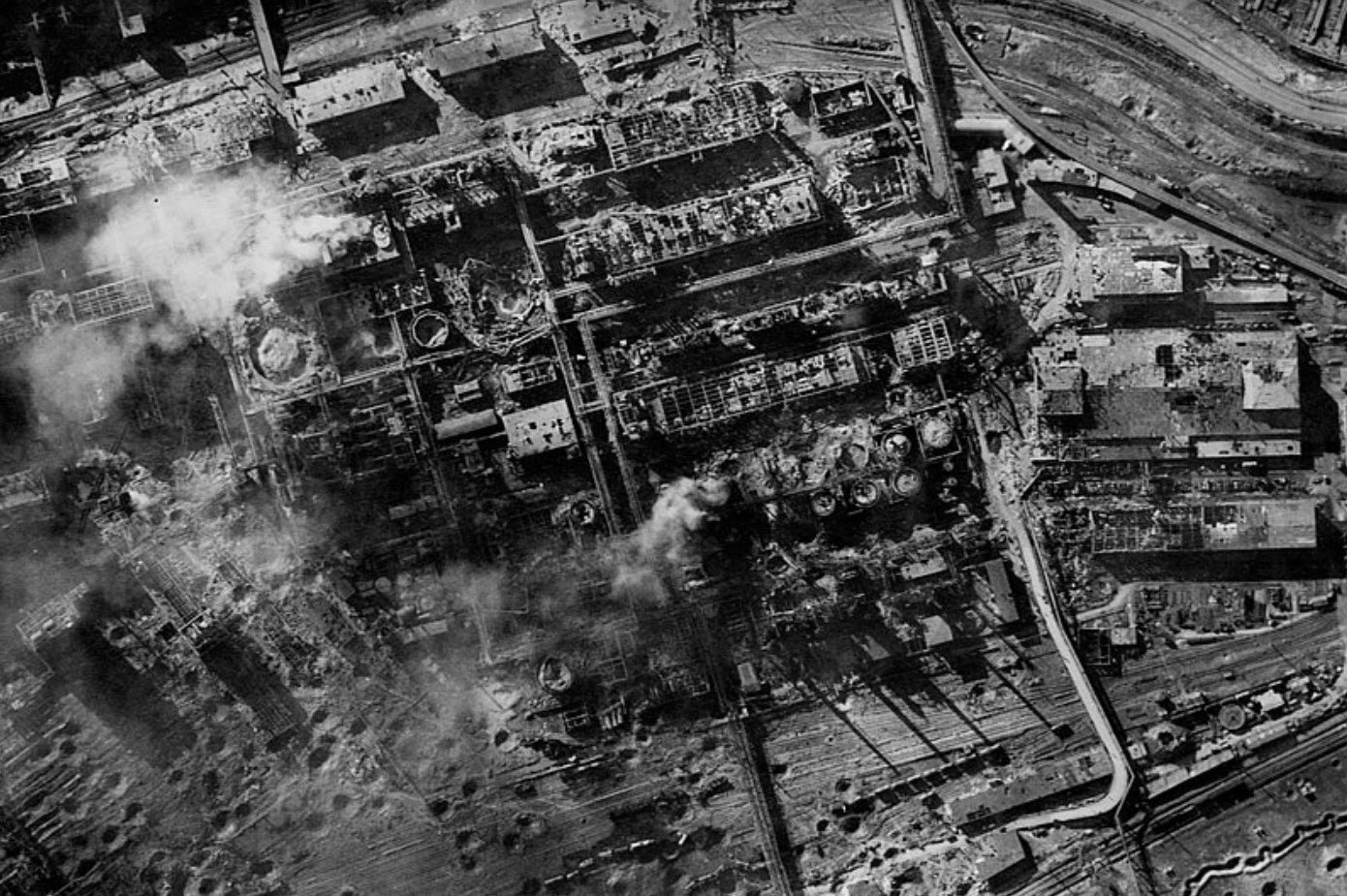
Brabag-Werk Böhlen nach Luftangriffen im Mai 1944

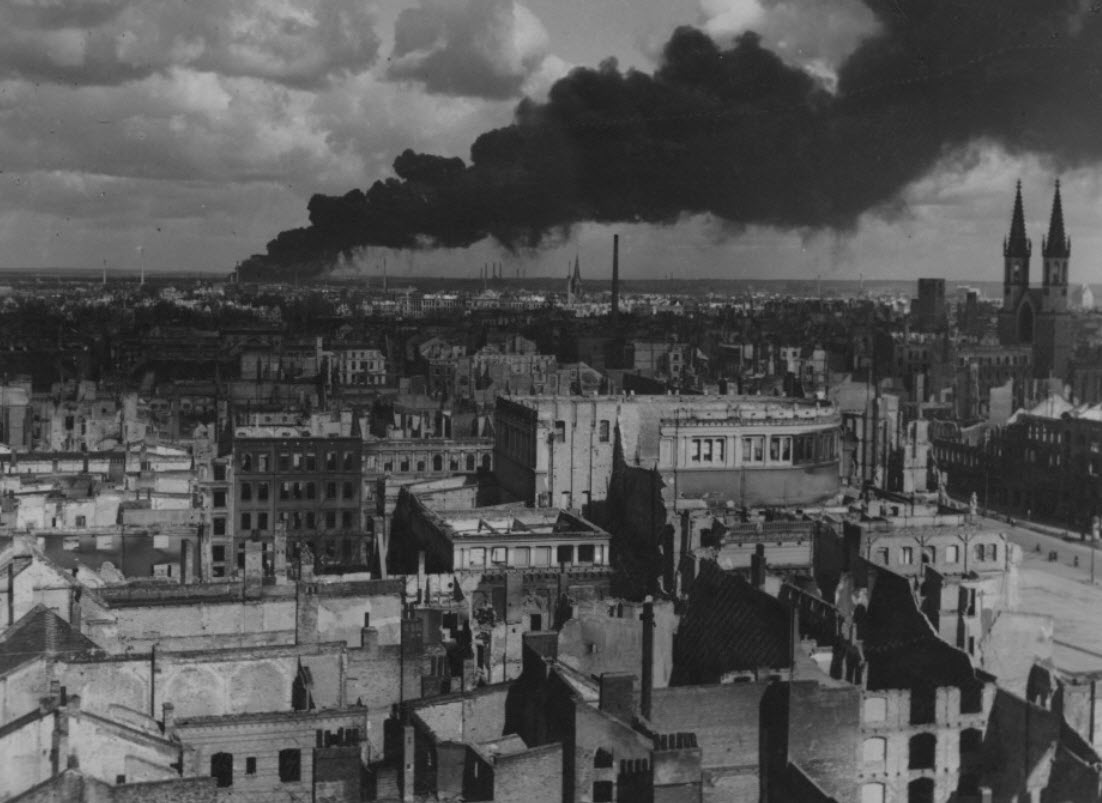
Magdeburg im Januar 1945, im Hintergrund das brennende Brabag-Werk

Zwischen dem 12. und 29. Mai 1944 flogen 1000 schwere US-Bomber konzentrierte Angriffe gegen alle deutschen Raffinerien und Treibstoffwerke. Die Anlagen waren danach erheblich, meist total zerstört. Das Brabag-Werk Zeitz meldete 96 Tote und einen Produktionsausfall von 600 Tonnen Treibstoff pro Tag. Im Werk Böhlen wurden 1030 abgeworfene Bomben und „große Schäden an Gebäuden, Maschinen und Apparaten, vor allem im Stromnetz sowie den vielen Rohrleitungen“ registriert. Insgesamt fielen reichsweit 36 Prozent der synthetischen Treibstoffproduktion beziehungsweise 56 Prozent der Flugbenzinerzeugung aus.
Zur gleichen Zeit näherten sich sowjetische Truppen den rumänischen Erdölgebieten. Damit drohte der vollständige Zusammenbruch der deutschen Treibstoffversorgung. Vor diesem Hintergrund ordnete Adolf Hitler umgehend und persönlich am 30. Mai 1944 „Sofortmaßnahmen zur Wiederinbetriebnahme und zum Schutz der Hydrierwerke“ an. Es entstand der sogenannte Mineralölsicherungsplan, ein Geheimprojekt, für dessen Umsetzung rund 350.000 Menschen, darunter zirka 100.000 KZ-Häftlinge, zum Einsatz kamen. Unter der Regie von Gerhard Maurer ließ das SS-Wirtschafts-Verwaltungshauptamt unverzüglich hunderte „Konzentrationslager im Kleinformat“ – Außenkommandos und Zwangsarbeiterlager errichten. Den Wiederaufbau der Werke sowie die Errichtung und Unterhaltung der Lager nebst der Häftlingsversorgung organisierte und finanzierte das Reichsministerium für Rüstung und Kriegsproduktion. Das betraf nicht nur die Brabag, sondern sämtliche im deutschen Einflussbereich liegenden Raffinerie- und Treibstoffanlagen, die alle erhebliche Schäden aufwiesen.
Unternehmen, die KZ-Häftlinge zugewiesen bekamen, mussten einen festgelegten Satz pro Tag von 4,- RM je Hilfsarbeiter und 6,- RM je Facharbeiter an die SS abführen. In den Brabag-Werken wurden die Häftlinge ausschließlich für Bau- und Räumarbeiten eingesetzt. Die Gefangenen mussten Baumaterial entladen, Straßen und Gleise im Werk reparieren, beschädigte Rohr- und Kabelnetze freilegen sowie Blindgänger entschärfen, so dass deutsche Techniker den komplizierten Chemiebetrieb schnellstmöglich wieder aufnehmen konnten. Die Bewachung erfolgte grundsätzlich durch SS-Personal. Für alle Hydrierwerke entstanden KZ-Außenkommandostellen, so auch für die Brabag, später von Insassen synonym Brabag-Lager genannt:
- Das Brabag-Lager Schwarzheide war ein Außenlager des KZ Sachsenhausen und existierte vom 5. Juli 1944 bis zum 16. April 1945. Es bestand aus zehn Holzbaracken, gelegen in einem Kiefernwald rund 100 Meter vom Werk entfernt. Über den Zeitraum verteilt waren hier rund 1000 tschechische Juden inhaftiert.[123][124] Ab Mitte August 1944 folgten weitere gezielte alliierte Luftangriffe, bei denen viele Häftlinge ums Leben kamen.[125]

- Das Brabag-Lager Magdeburg-Rothensee bestand als Außenlager des KZ Buchenwald ab dem 17. Juni 1944 und trug SS-intern die Bezeichnung „Magda“. Die Anzahl der Häftlinge wird insgesamt mit 2172 beziehungsweise verteilt auf den Zeitraum mit monatlich durchschnittlich 362 angegeben. Hierbei handelte es sich fast ausschließlich um ungarische Juden. Die Außenstelle bestand aus vier Baracken, einem großen Zelt sowie einem Gebäude mit Küche und Krankenrevier. Die Unterbringung und Arbeitsbedingungen wurden als katastrophal beschrieben. Neben den Bergungsarbeiten mussten die Häftlinge in Rekordzeit, selbst bei Fliegeralarm, ungeschützt in der Brabag-Siedlung und auf dem Werksgelände drei große Luftschutzbunker bauen. Im Lager „Magda“ verloren 529 Zwangsarbeiter ihr Leben. An die Opfer erinnert heute eine Gedenktafel in Rothensee. Viele starben an Entkräftung oder während der Luftangriffe auf Magdeburg am 16. Januar 1945, bei denen das Lager vollständig und große Teile des Werks erneut zerstört wurden. Aus diesem Grund erfolgte am 9. Februar 1945 im Werk Magdeburg die Produktionseinstellung und die offizielle Auflösung des Außenlagers.[91][126]

- Das Brabag-Lager Böhlen gehörte als Außenlager ebenfalls zum KZ Buchenwald. Es bestand vom 25. Juli 1944 bis zum 28. November 1944. Die Häftlingsbaracken befanden sich direkt auf dem Werksgelände. Laut der mit Dokumenten umfangreich belegten Forschungsarbeit von Walter Bartel, sollen verteilt über den Zeitraum bei dem Wiederaufbau der Brabag-Anlagen in Böhlen maximal 500 Häftlinge eingesetzt gewesen sein.[127] Andere, nicht näher belegte Veröffentlichungen, geben 1080 Häftlinge an.[128] Dokumentiert ist, dass sich in Böhlen im Gegensatz zu den anderen Brabag-Lagern keine Juden befanden. Die Bewachung erfolgte von rund 100 ehemaligen Wehrmachtssoldaten. Registriert wurden 35 Fluchten, fünf davon erfolglos. Die Todesrate war im Lager Böhlen vergleichsweise gering. Zwölf Häftlinge starben während eines Luftangriffs. Umstrittenen Angaben zufolge, sollen nach erneuten Bombardierungen im Februar 1945 kurzfristig nochmals KZ-Häftlinge in unbekannter Zahl für Räum- und Wiederaufbauarbeiten eingesetzt worden sein.[18][129]

- Das Brabag-Lager Tröglitz-Rehmsdorf (Hydrierwerk Zeitz) gehörte gleichfalls als Außenlager zum KZ Buchenwald. Es existierte vom 5. Juni 1944 bis zum 9. April 1945 und trug SS-intern die Bezeichnung Wille. Anfangs von 200 holländischen Zwangsarbeitern als Zeltlager in Tröglitz errichtet, entstand unter der Leitung der Organisation Todt im benachbarten Rehmsdorf bis Ende 1944 ein Barackenlager. Zur Entlausung wurden die Häftlinge in ein öffentliches Krankenhaus nach Zeitz gebracht. Die Behandlung von kranken und verwundeten Gefangenen erfolgte in der Brabag-Werksklinik und durch einen Zeitzer Arzt.[130] Eine wissenschaftlich fundierte Forschungsarbeit über die Anzahl der hier inhaftierten Zwangsarbeiter liegt noch nicht vor. Dementsprechend weichen die Opferangaben erheblich voneinander ab und sind teilweise als nicht korrekt zu bezeichnen. Die Spanne reicht von 2860 jüdischen KZ-Häftlingen,[131] bis zu 4250,[132] über 8572,[133] 8836,[134] bis hin zu 9000.[135] Partiell wurden bei diesen Angaben von Buchenwald rücküberstellte Häftlinge aus den Außenlagern „Wille“ und „Magda“ vermischt, fast immer fehlen Quellenangaben. In keinem Fall halten diese Zahlen einer Gegenüberstellung der anderen Brabag-Werke und noch weniger aller deutschen Hydrieranlagen stand, die nicht mehr oder minder als das Zeitzer Werk zerstört waren. Nachweislich setzte die SS seit Juni 1944 Häftlinge des Konzentrationslagers Buchenwald unter ständigem Austausch bei Brabag-Werken ein.[136][137] Dokumentiert ist ferner, dass am 16. Januar und 31. März 1945 nochmals schwerste Luftangriffe auf das Brabag-Werk Zeitz erfolgten, die zur Einstellung der Produktion führten. Insgesamt wurden an diesen Tagen etwa 6450 Bomben- und Luftminen abgeworfen. Davon trafen 3350 direkt das Werk. Die restlichen Bomben verursachten starke Zerstörungen in der Umgebung mit vielen Toten, darunter eine große Anzahl von Häftlingen, die sich während der Angriffe ungeschützt auf dem Werksgelände oder in den Baracken aufhalten mussten. Einer der überlebenden Zwangsarbeiter war der Nobelpreisträger Imre Kertész, der seine Erlebnisse im Außenlager „Wille“ in dem Roman eines Schicksallosen festhielt.[138]

- Schwalbe II bei Königstein (Sächsische Schweiz) und Schwalbe V bei Berga/Elster waren für die Brabag vorgesehene U-Verlagerungen. Zwischen November 1944 und April 1945 legten hier Zwangsarbeiter und Tausende Bergarbeiter aus Sachsen sowie dem Rheinland Stollensysteme für die Errichtung unterirdischer Bergius-Pier-Anlagen an. Die Bauvorhaben waren von Anfang an SS-Projekte und nicht, wie andere U-Verlagerungen, der Organisation Todt unterstellt. Auch die Finanzierung erfolgte vollständig durch die SS, wobei Zwangsarbeiter, die zuvor in den Brabag-Werken eingesetzt waren, sowohl in Königstein als auch in Berga zum Einsatz kamen. Die Arbeiten erfolgten unter strengster Geheimhaltung und mittels verschiedener Decknamen, was in der Forschung die Ermittlung über die Anzahl der Zwangsarbeiter in den einzelnen Brabag-Werken zusätzlich erschwert. So war beispielsweise „Wille“ ein Deckname für das KZ-Außenkommando in Tröglitz-Rehmsdorf sowie für Schwalbe V.[139] Darüber hinaus gab es weitere Decknamen, wie für Schwalbe V noch „Braun & Co.“ und „Ingenieurbüro Horst & Co. Böhlen“. In den Brabag-Werken Böhlen, Magdeburg und Zeitz wurden Teile von Anlagen demontiert und für den Aufbau der unterirdischen Hydrierwerke verwendet. Die Produktionsanlagen in Königstein und Berga sind nie in Betrieb gegangen.[118][140][141]

Der Politikwissenschaftler Tobias Bütow gibt an, dass die Mehrheit der nach den Luftangriffen in allen Werken der Brabag eingesetzten Arbeitskräfte keine Zwangsarbeiter, sondern betriebsfremde Mitarbeiter aus nahe gelegenen Industriebetrieben, Angehörige des RAD, der Technischen Nothilfe, der Luftschutzpolizei, des Zoll- und Grenzschutzes und der Wehrmacht waren. Gemäß seiner Forschungsarbeit kamen für den Wiederaufbau der vier Brabag-Werke zusammen 24.000 Arbeitskräfte, davon rund 9950 KZ-Häftlinge zum Einsatz. Allerdings fehlen auch bei dieser Häftlingsanzahl konkrete Bezugsquellen und Bütow weist darauf hin, dass es sich bei den Angaben um fragmentarische Überlieferungen handelt.
Nach dem Krieg wehrte die Braunkohle-Benzin AG Entschädigungsansprüche ehemaliger Häftlinge stetig ab. Unter anderem reichte 1957 die Jewish Claims Conference (JCC) gegen die Brabag Musterfeststellungsklagen ein. Nachdem sich das Unternehmen weigerte, Verhandlungen aufzunehmen und der Rechtsweg unter Berücksichtigung des Bundesentschädigungsgesetzes aussichtslos erschien, zog die JCC noch im selben Jahr die Klagen zurück. Der Vorstand der Brabag vertrat den Standpunkt, dass das Unternehmen unter Zwang als staatliche Pflichtgemeinschaft gegründet worden sei und die Arbeitslager vollständig der SS unterstanden.
Ein weiteres Verfahren gegen die Braunkohle-Benzin AG gelangte im Jahr 1973 zur Entscheidung beim Bundesgerichtshof und wurde mit gleicher Begründung abschlägig beschieden. Die Richter folgten dem Grundsatz, dass der Einsatz von KZ-Zwangsarbeitern in „engem Zusammenhang“ mit den Taten der SS stehe. Angesichts der offensichtlichen Aussichtslosigkeit, vor Gericht eine Entschädigung erstreiten zu können, gab es nach dieser „Brabag-Entscheidung“ landesweit vorerst keine weiteren Klageversuche. Dies änderte sich erst ab Beginn des 21. Jahrhunderts nach Gründung der Stiftung „Erinnerung, Verantwortung und Zukunft“.

## Nachkriegszeit

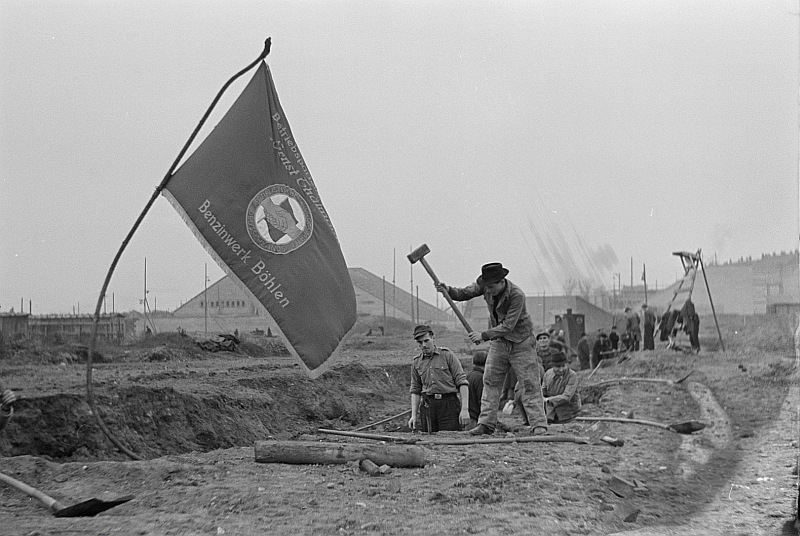
Wiederaufbau des Benzinwerks Böhlen

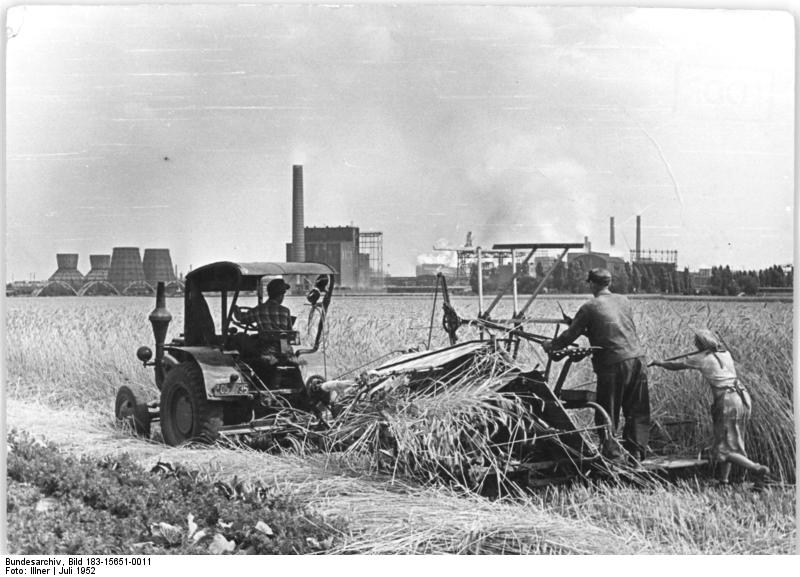
Benzinwerk Böhlen, 1952

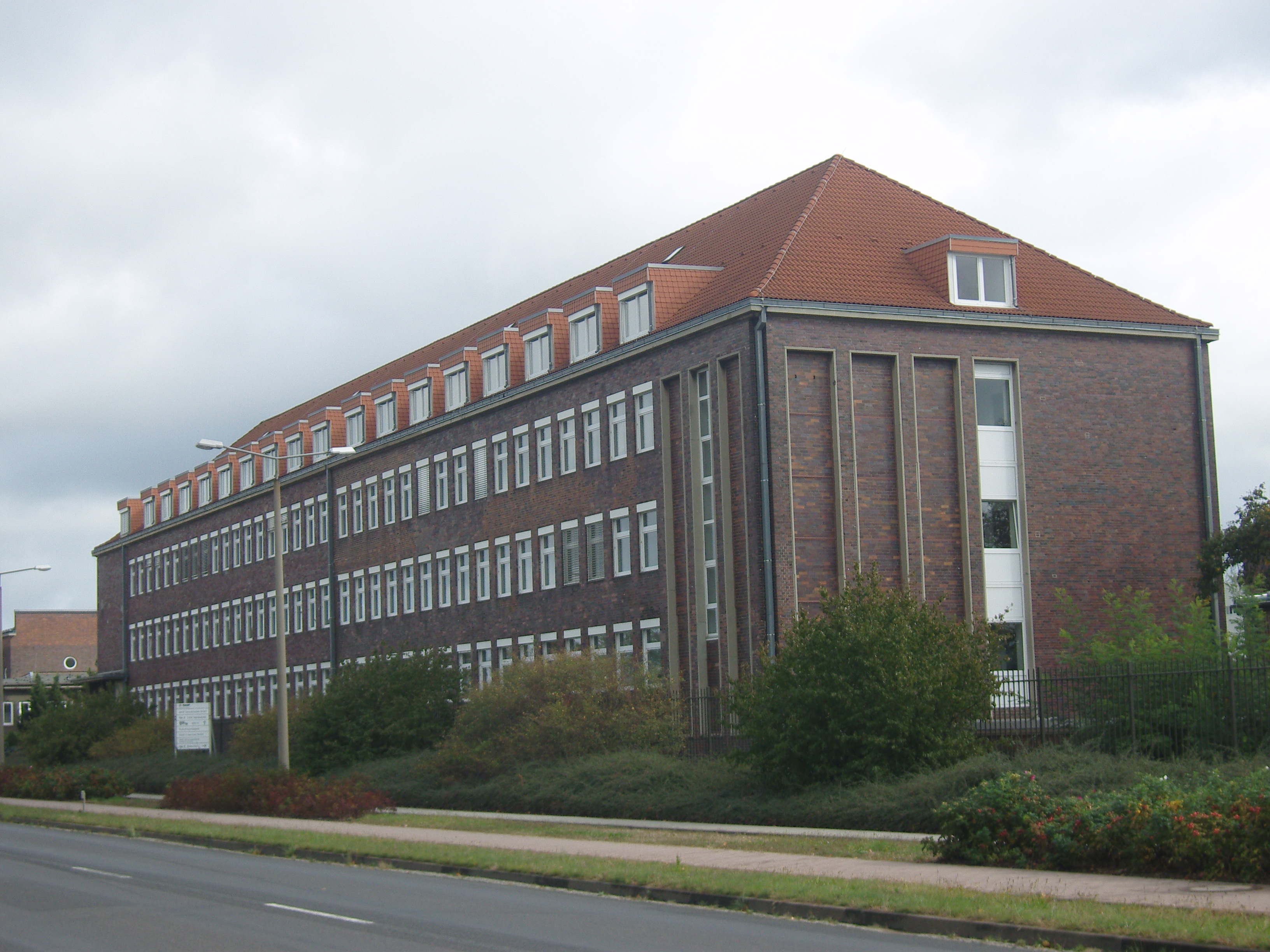
Ehemaliges Verwaltungsgebäude der Brabag in Schwarzheide, 2011

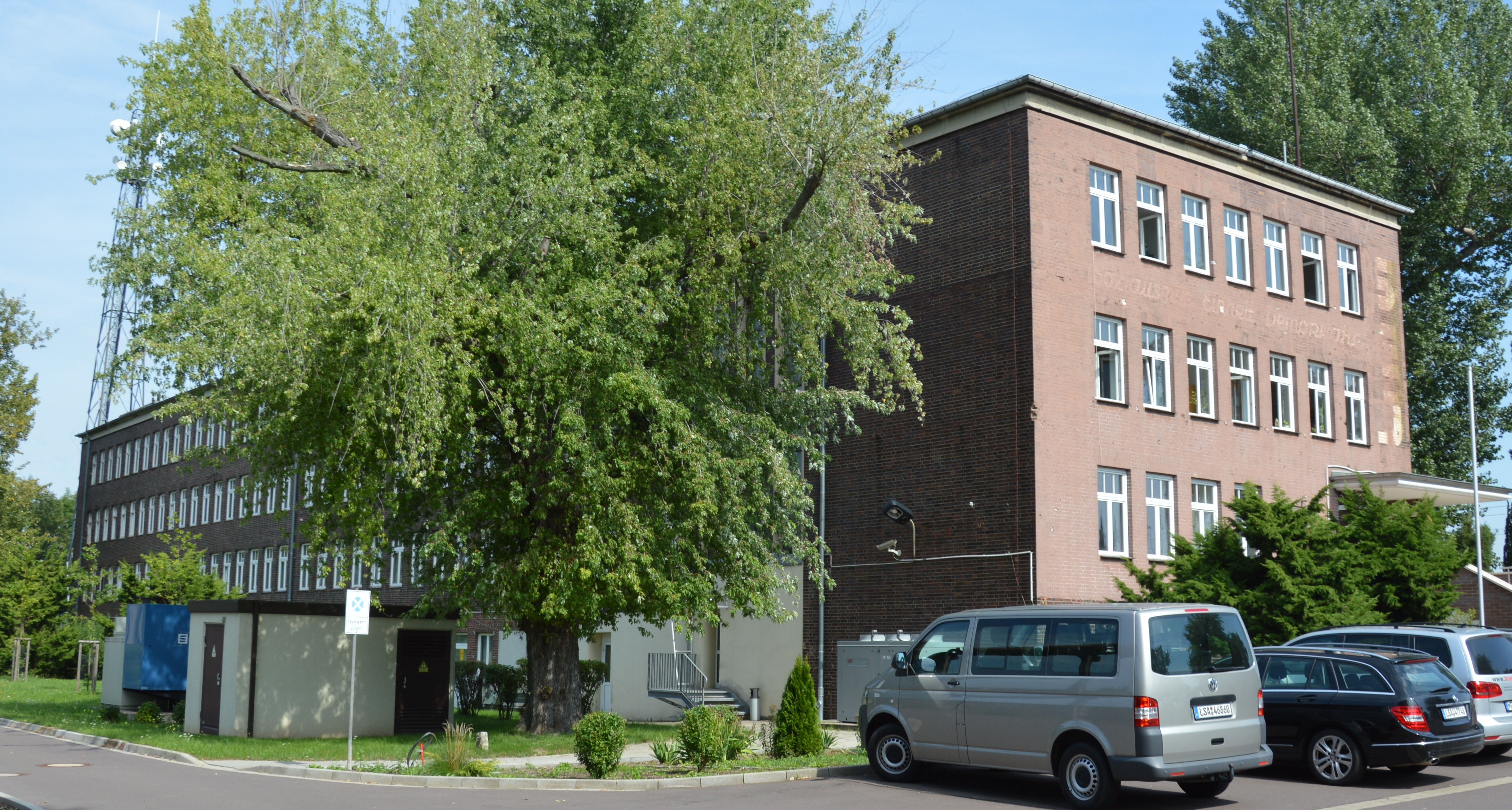
Ehemaliges Verwaltungsgebäude der Brabag am August-Bebel-Damm in Magdeburg, 2015; An der Schmalseite des Gebäudes eine übertünchte Parteilosung aus der Frühzeit der DDR: waagerecht „Sozialismus Einheit Demokratie“; senkrecht rechts am Gebäude „SED“

Mit der Besetzung Mitteldeutschlands ordneten die Alliierten die umgehende Wiederinbetriebnahme aller Brabag-Werke an. Während Schwarzheide sofort unter sowjetische Kontrolle gelangte, requirierten zunächst westalliierte Truppen die Anlagen in Böhlen, Zeitz und Magdeburg. Gemäß dem Zonenprotokoll rückten bis zum 1. Juli 1945 die britischen und US-amerikanischen Streitkräfte aus Mitteldeutschland ab und überließen das Gebiet im Tausch mit Westberlin der Sowjetischen Besatzungsmacht:
- In Schwarzheide besetzten am 21. April 1945 Vorausabteilungen der Roten Armee kampflos das menschenleere Brabag-Werk. Wenige Tage später erfolgte der Befehl zur Beseitigung der Trümmer und schnellstmöglichen Wiederaufnahme der Produktion. Nach der Beseitigung der schwersten Schäden, konnte bereits im Mai die Luftverflüssigungsanlage angefahren werden. Ab Juni 1945 gingen das Kraftwerk sowie die ersten Koppersanlagen zur Kohlevergasung wieder in Betrieb. Damit erfolgte die Produktion erster Tonnen Treibstoffe für die Sowjetunion.[146][147]

- Am 12. April 1945 erreichten US-Truppen den Raum Zeitz, die das Brabag-Werk in Tröglitz vom 13. April bis zum 30. Juni 1945 hermetisch abriegelten. Unter deren Regie begann ab dem 7. Mai der Wiederaufbau des gesamten Werks. Die Inbetriebnahme der Hydrierkammern und Aufnahme der Treibstoffproduktion erfolgte am 10. Juni. Ab dem 1. Juli 1945 gehörte die Stadt Zeitz und damit auch das Werk der Brabag zur Sowjetischen Besatzungszone.[45] Für den Wiederaufbau des Werks erfolgte auf Befehl der Alliierten die Überführung aller bereits in „Schwalbe V“ vorhandenen technischen Anlagen nach Tröglitz.[148]

- Böhlen besetzten am 18. April 1945 US-amerikanische und nach deren Abzug am 24. Juni 1945 sowjetische Truppen. Aufgrund der hohen Zerstörungen bei Kriegsende dauerte die Wiederinbetriebnahme im Vergleich zu den anderen Brabag-Werken am längsten. Die Instandsetzung erfolgte in Tages- und Nachtschichten, wofür die sowjetische Besatzungsmacht Arbeitskräfte aus dem gesamten Raum Leipzig nach Böhlen verbrachte. Selbst an Samstagnachmittagen sowie Sonntagen mussten sogenannte Subbotniks „freiwillig“ und unentgeltlich Trümmer beseitigen. Die notdürftig geflickten Anlagen gingen am 1. Oktober 1945 wieder in Betrieb und sollten fortan in Hochleistungsschichten Treibstoffe als Reparationsleistung in die UdSSR liefern.[149][18]

- Das Brabag-Werk in Rothensee befand sich im westlich der Elbe gelegenen Teil Magdeburgs, den am 19. April 1945 Verbände der Ninth United States Army besetzten. Wie unter den Alliierten vereinbart, überquerten die US-Truppen die Elbe nicht. Ab dem 4. Mai wurden die amerikanischen Divisionen durch britische Truppen ersetzt, die am 1. Juli 1945 Magdeburg-West an die Rote Armee übergaben. Von allen zerstörten Fabriken in Magdeburg war die Brabag der erste Betrieb, der wegen der unentbehrlichen Treibstoffproduktion auf Befehl der Sowjetischen Militäradministration in Deutschland (SMAD) unverzüglich instand gesetzt werden sollte. Nachdem am 2. September die Hydrierkammern wieder anliefen, weihte am 1. Oktober 1945 der KPD-Vorsitzende Wilhelm Pieck die Produktionsanlagen feierlich ein. Am 15. November 1946, nach einjähriger Produktion, erteilte die SMAD den Befehl zur Demontage. Mit Ausnahme des Bürogebäudes wurde das enteignete Werk vollständig demontiert. Den kompletten Maschinenpark, Rohre, Gleise, Lokomotiven, bis hin zu Reagenzgläsern, Telefonen und Schreibmaschinen ließen die Besatzer in die Sowjetunion verbringen.[150][151] Gleichzeitig wurden die Hydrierwerke in Pölitz bei Stettin und Auschwitz-Monowitz vollständig demontiert und gemeinsam mit dem Magdeburger Brabag-Werk von deutschen Kriegsgefangenen zu einem Hydrierwerk der Superlative mit einer monatlichen Kapazität von 130.000 Tonnen, respektive 1,56 Millionen Jahrestonnen, in Woronesch aufgebaut.[152][34][153]

Mitarbeiter der Braunkohle-Benzin AG, die sich weigerten den sowjetischen Befehlen zu folgen, waren juristisch kaschierten Willkürakten in Form kurzer Prozesse ausgesetzt. Ein Beispiel dafür ist der 45-jährige kaufmännische Brabag-Angestellte Karl Pohl in Schwarzheide, den das sowjetische Militärtribunal der 9. Panzerdivision Bobruisk-Berliner Rotbanner am 28. Juli 1945 wegen angeblicher Propaganda zum Tode durch Erschießen verurteilte. Die Vollstreckung erfolgte vor der versammelten Belegschaft. Nicht wenige leitende Angestellte und Bergingenieure wurden von Angehörigen der Roten Armee verhaftet und im Speziallager Nr. 2 in Buchenwald als vermeintliche Kriegsverbrecher erschossen. Die Generalstaatsanwaltschaft der Russischen Föderation erklärte 1994 fast alle diese Urteile für Unrecht und rehabilitierte die Betroffenen.
Weil in der Sowjetunion wenig bis überhaupt keine Kenntnisse über synthetisches Benzin vorhanden waren, entsandten die Moskauer Behörden 160 sowjetische „Experten“ für das Studium der Anlagen nach Schwarzheide. Dem folgte die Aktion Ossawakim, bei der zahlreiche von den bis dahin in den Hydrierwerken tätigen deutschen Wissenschaftlern in die Sowjetunion verschleppt wurden. Ebenso ließ die US-Regierung im Rahmen der Operation Paperclip Ingenieure und Chemiker der Brabag für das Synthetic Liquid Fuels Program überwiegend nach Louisiana (Missouri) verbringen. Zudem beschlagnahmten die USA zwischen 1945 und 1947 komplette Laborausrüstungen sowie sämtliche deutschen Patente und Gebrauchsmusterschutzrechte, darunter die Erfindungspatente des Bergius-Pier-Verfahrens sowie der Fischer-Tropsch-Synthese. Und auch britische Spezialeinheiten entführten in streng geheimen Aktionen deutsche Wissenschaftler, darunter 50 Chemiker und wissenschaftliche Mitarbeiter aus Magdeburg. Wie der Guardian 2007 in freigegebenen Akten herausfand, geschah das im Auftrag der britischen Regierung, „um das geistige Vermögen des besiegten Landes zu plündern, seine Wettbewerbsfähigkeit zu beeinträchtigen und um gleichzeitig britischen Unternehmen Vorteile zu verschaffen“.
Zwar war schon vor den Enthüllungen lange bekannt, dass deutsche Wissenschaftler und Techniker nach dem Krieg in den USA und in Großbritannien gearbeitet haben, doch wurde allgemein bis dahin angenommen, dass es sich ausschließlich um Freiwillige handelte, die durch das Versprechen guter Bezahlung angeworben wurden. Aus den freigegebenen Dokumenten geht jedoch hervor, dass die Jagdkommandos die Betroffenen nicht selten unter Zwang mitnahmen und dass diese mehrere Jahre nach Beendigung der Feindseligkeiten in staatlichen Einrichtungen und privaten Unternehmen arbeiten mussten. Später mussten die Entführten unterschreiben, niemals über ihre Erlebnisse zu sprechen. Einer der größten Nutznießer dieses „Wissenstransfers“ war der britische Staatskonzern Imperial Chemical Industries (ICI), der unter anderem seit 1935 ein Hydrierwerk in Billingham und seit 1941 eine streng geheime CtL-Anlage (Coal to Liquid) mit einer Jahreskapazität von 1.500.000 Tonnen, davon 344.000 Tonnen Fliegerbenzin und 55.000 Tonnen Isooktan in Heysham betrieb.
Bis zur Gründung der DDR wurden schrittweise die Hauptverwaltung der Braunkohle-Benzin AG in Berlin, die Werke und die in der sowjetischen Besatzungszone angesiedelten Brabag-Tochtergesellschaften enteignet. Die Auflösung der Hauptverwaltung und die Entlassung der Vorstands- und Aufsichtsratsmitglieder erfolgte im Herbst 1945. Von vielen der Führungskräfte, die nicht rechtzeitig in die Westzonen entkommen konnten, ist das weitere Schicksal unbekannt. Mehrere wurden verhaftet, in die Sowjetunion verschleppt und gelten seitdem als vermisst. Vorübergehend setzte die SMAD zur Zwangsverwaltung der Brabag ausgesuchte Treuhänder ein. Offiziell gingen die verbliebenen Brabag-Werke im Juni 1946 laut Befehl Nr. 167 „über den Übergang von Unternehmungen in Deutschland in das Eigentum der UdSSR auf Grund der Reparationsansprüche“ in Sowjetische Aktiengesellschaften (SAG) über. Die Anlagen produzierten für die folgenden sieben Jahre nahezu ausschließlich für die UdSSR. Ab April 1952 gestattete die SMAD der DDR den etappenweisen „Rückkauf“ von Braunkohle- und Hydrierwerken. So wurde das Brabag-Werk Böhlen (seit Februar 1947 mit dem früheren Braunkohlen- und Großkraftwerk Böhlen der ASW zusammengelegt) nach Beschluss vom 1. Mai 1952 am 3. Juni 1952 durch die Volkseigene Industrie übernommen. Jedoch wurden erst nach dem Volksaufstand vom 17. Juni 1953 die Reparationsleistungen mit Wirkung zum 1. Januar 1954 vollständig eingestellt. Dies betraf nur noch das Brabag-Werk Schwarzheide, dass zu diesem Zeitpunkt an die DDR übergeben wurde.

## Neuanfang

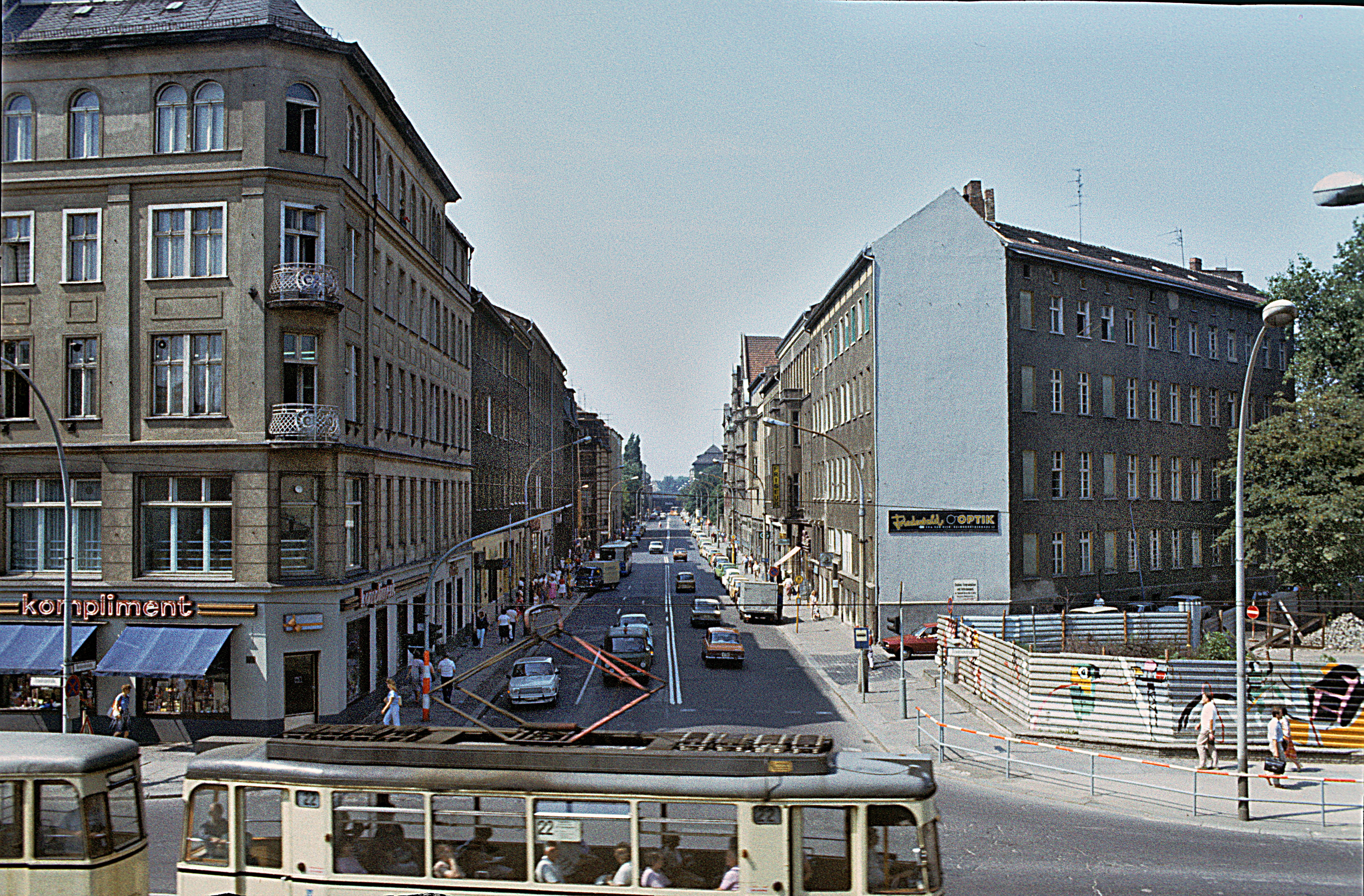
Reinhardtstraße (vormals Karlstraße) um 1983, im Bild ganz hinten die Mauer, wo sich heute wieder die Kronprinzenbrücke befindet

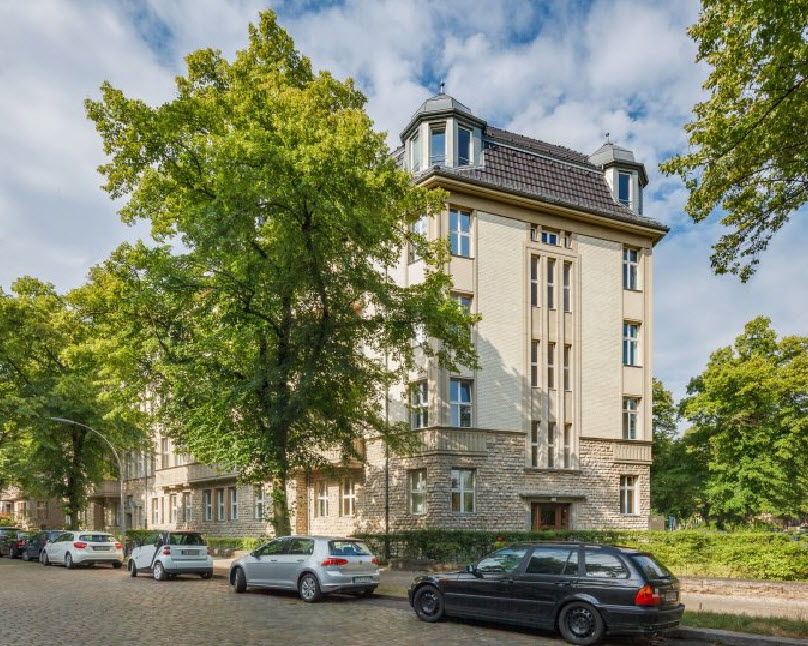
Hohenzollerndamm 125–126 in Berlin-Wilmersdorf, 2017

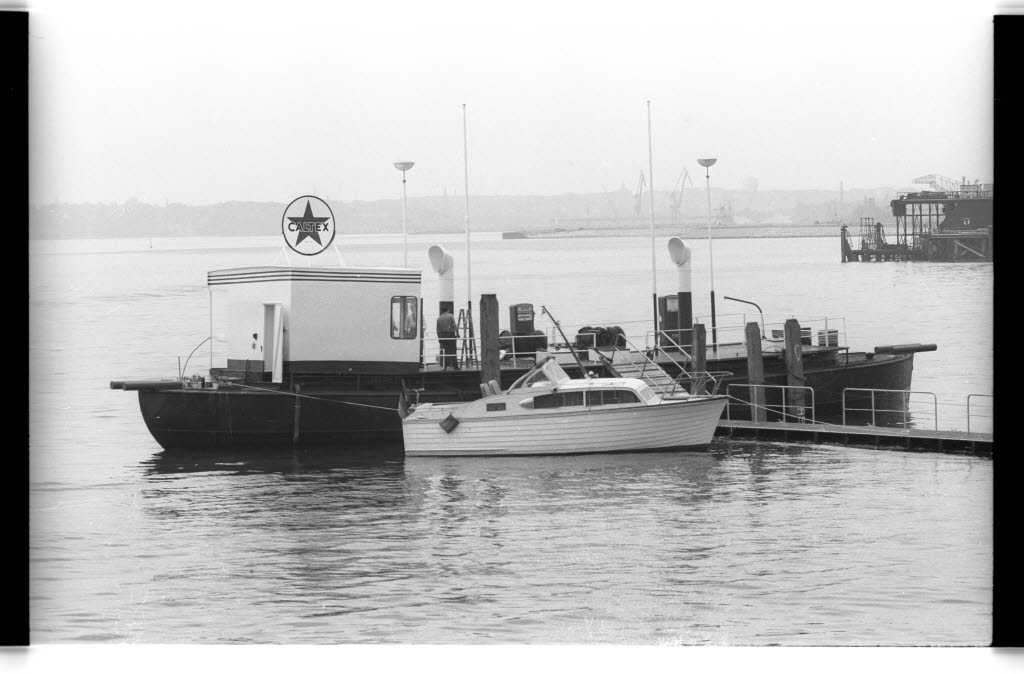
Caltex-Tankboot in der Kieler Förde bei Friedrichsort (1965)

Der ehemalige Hauptsitz der Brabag am Schinkelplatz 1–2 war infolge der alliierten Luftangriffe auf Berlin bei Kriegsende schwer zerstört. Schon im März 1945 hatte die Verwaltung Ersatzräume in der Karlstraße 20A (heute Reinhardtstraße) bezogen. Das Gebäude befand sich unweit der Kronprinzenbrücke, nach der Aufteilung Berlins östlich der Sektorengrenze. Regulär sollte die Liquidation der Aktiengesellschaft im Frühjahr 1949 erfolgen. Entgegen seinem Auftrag hatte jedoch der in Berlin eingesetzte Treuhänder gemeinsam mit dem Brabag-Chefprokuristen seit Herbst 1945 sukzessive Aktien, Dokumente und große Teile des noch vorhandenen flüssigen Vermögens in den Westsektor transferiert, wo das Unternehmen mit Billigung der sowjetischen Behörden noch eine Zweigniederlassung unterhielt. Nachdem die bevorstehende Abwicklung im Januar 1949 bekannt wurde, räumten der Treuhänder und der Prokurist in einer Nacht-und-Nebel-Aktion die Ostberliner Geschäftsräume, transportierten sämtliche noch verfügbaren Akten, Dokumente, Geschäftsbücher sowie das komplette Büroinventar bis hin zu Kohlebriketts in den Westteil der Stadt und eröffneten am Hohenzollerndamm 125–126 ein Büro. Dies wurde der neue Hauptsitz der Braunkohle-Benzin AG. Mit der Flucht aus Ostberlin entzog sich die Brabag der vollständigen SMAD-Enteignung und konnte ihre trizonalen Vermögenswerte retten.
Etwa zeitgleich setzte sich nach einer sowjetischen Inhaftierung der Bergingenieur Erich Würzner in die westlichen Besatzungszonen ab, den die amerikanische Militärregierung und die westdeutschen Behörden umgehend als geschäftsführenden Brabag-Treuhänder einsetzten. Würzner hatte 1932 mit der Dissertation Benzingewinnung aus Braunkohle durch Schwelung und Spaltung in einem Arbeitsgang ohne Anwendung von Druck promoviert und ab 1935 die produktionstechnische Leitung des Brabag-Werkes in Magdeburg übernommen. 1938 folgte seine Berufung in den Vorstand der Aktiengesellschaft. Von 1950 bis weit in die 1970er Jahre hinein bekleidete er das Amt des Alleinvorstands der Braunkohle-Benzin AG. Würzner verfügte schon vor dem Krieg über gute Kontakte zu ausländischen Wissenschaftlern sowie zu britischen und US-amerikanischen Ölfirmen. Sein Sohn, Ulrich Würzner, übernahm später die Verwaltungsleitung der ICI-Deutschlandzentrale in Frankfurt am Main.
Nach Gründung der Bundesrepublik Deutschland und der folgenden Wertpapierbereinigung beschloss die Hauptversammlung die Umstellung der Brabag-Stammaktien 1:1 auf 150 Millionen DM. Hierbei berücksichtigten die Aktionäre Forderungen in Höhe von 300 Millionen RM aus Kriegsschäden und dem Garantievertrag mit dem Deutschen Reich, die noch zugunsten der Brabag bestanden. Die Annahme, dass der Bund Verbindlichkeiten des Deutschen Reiches übernimmt, waren begründet. Zum einen sahen die Entwürfe des Kriegsfolgenschlussgesetzes (später Allgemeines Kriegsfolgengesetz genannt) die Erfüllung der Ansprüche durch die Bundesrepublik Deutschland vor. Zum anderen übernahm der Bund mehr als ein Drittel der Brabag-Aktien. Daneben setzte sich die Aktienverteilung folgendermaßen zusammen:
- RAG (29 %)
- AKW (15 %)
- I.G. Farbenindustrie AG i. L. (13 %)
- VIAG (6,5 %)
- DEA (6 %)[175]

Allerdings war auch die VIAG eine ehemalige reichseigene Aktiengesellschaft, deren Anteile mit Inkrafttreten des Grundgesetzes gemäß Art. 134 auf die Bundesrepublik Deutschland übergingen.
Der neu gewählte Brabag-Aufsichtsrat bestand aus zwei Staatsbeamten, Albrecht Müller von Blumencron und Erich Meissner, sowie fünf Vertretern der beteiligten Unternehmen, darunter Franz Hellberg und erneut Gustav Brecht. Den Beschluss zur Wiederaufnahme der aktiven Geschäftstätigkeit fassten die verbliebenen Betreibergesellschaften freiwillig. Ebenso war der Erwerb und Handel der Anteile fortan wie bei allen Aktiengesellschaften den Aktionären freigestellt. Problemlos entzogen sich die Bubiag und EWAG der weiteren Beteiligung, die genauso wie die verbliebenen Gründungsmitglieder den Großteil ihrer Betriebe in Mitteldeutschland verloren hatten, aber ihren restlichen Besitz in Westdeutschland ebenfalls durch eine Sitzverlagerung retten konnten und damit als Unternehmen fortbestanden. In den folgenden Jahrzehnten wechselten große Teile der Brabag-Aktien mehrmals den Besitzer. Im Dezember 1952 lag der Aktienkurs bei 310 % und der Kurs der 1938 beziehungsweise 1940 ausgegebenen Anleihen bei 160 %.
Anfang der 1950er Jahre verfügte die Braunkohle-Benzin AG über ein Bankguthaben von 1,5 Millionen DM sowie verschiedene alte und neue Unternehmensbeteiligungen. Damit versuchte die Gesellschaft unter der Leitung von Erich Würzner wieder ein produzierendes Mineralölunternehmen zu werden. Zunächst hatten die Westalliierten den Betrieb von Hydrierwerken in Deutschland aus strategischen Gründen verboten, sodass in den westlichen Besatzungszonen den Treibstoffbedarf wieder überwiegend britische und US-amerikanische Ölkonzerne deckten. Als Anfang der 1950er Jahre das Hydrierverbot aufgehoben wurde, war Erdöl so preiswert, dass sich die Produktion synthetischer Kraftstoffe in Westdeutschland nicht rentierte. Vorausschauend hatte die Brabag schon 1950 gemeinsam mit der Hugo Stinnes AG und der Bayer AG die Mineralölraffinerie Ruhrbau GmbH in Mülheim gegründet. Das neue Werk hatte eine Tageskapazität von 2000 Barrel, respektive rund 110.000 t/a.
Im Jahr 1953 wurde die Braunkohle-Benzin AG aus der alliierten Kontrolle entlassen. Ab 1955 baute die Gesellschaft in einer 50/50-Partnerschaft mit der US-amerikanischen Caltex äußerst erfolgreich ein bundesweites Tankstellennetz auf, das mit 827 Stationen einen signifikanten Marktanteil vorweisen konnte. Hierfür gründete die Brabag als 100-prozentiges Tochterunternehmen die Tank-Kraft GmbH in Hannover, die unter dem Caltex-Stern Produkte der Standard Oil of California und Texaco vertrieb. Das Gründungskapital des Joint Ventures betrug 10 Millionen DM und wurde 1960 auf 15 Millionen erhöht. 1956 beteiligte sich die Brabag mit 1,5 Millionen DM an der Nord-West Oelleitung GmbH, welche die erste Mineralölfernleitung in Europa baute.

## Hoffnungswerte

Besserungsschein der Braunkohle-Benzin AG vom Dezember 1963

Am 22. Oktober 1957 beschloss der Bundestag mit Zustimmung des Bundesrates eine Änderung des Grundgesetzes (Einfügung Art. 135a) und verabschiedete auf dieser Basis am 5. November 1957 das Allgemeine Kriegsfolgengesetz, welches am 1. Januar 1958 in Kraft trat. Der ursprüngliche Entwurf des Kriegsfolgenschlussgesetzes erfuhr erhebliche Änderungen. Das Gesetz bestimmte nunmehr, dass der Bund zwar grundsätzlich alle Rechte ehemaliger reichseigener Vermögenswerte beibehält, alle Ansprüche gegen das Deutsche Reich aber erlöschen. Damit entzog der Bund sich den zuvor stets betonten Pflichten und vielen Unternehmen die Existenzgrundlage.
Durch die entschädigungslose Streichung aller Forderungen gegen das Deutsche Reich wurde der Braunkohle-Benzin AG nicht nur die aufgrund der Altfinanzverbindlichkeiten bestehende Kreditwürdigkeit genommen, sondern jede Möglichkeit, die in unmittelbarem Zusammenhang mit diesen Altverträgen noch bestehenden Finanz- und Lieferantenschulden zu erfüllen. Umgehend stieß die DEA sämtliche Aktien der Brabag ab und der Bund übertrug seine Anteile größtenteils der VIAG und PreussenElektra. Die verbliebenen Aktionäre setzten zum 1. Januar 1958 das ursprünglich in der DM-Eröffnungsbilanz 1:1 auf 150 Millionen DM umgestellte Aktienkapital neu auf 1,5 Millionen fest. Während daraufhin einige Banken auf eine sofortige Rückzahlung von Krediten bestanden, konnte mit zahlreichen Gläubigern der vollständige Erlass alter Lieferungs- und Leistungsschulden aus Reichsmarkzeiten vereinbart werden. Um liquide zu bleiben, trat die Gesellschaft fast ihre gesamten Unternehmensbeteiligungen ab, unter anderem die Anteile an der Mineralölraffinerie Ruhrbau GmbH in Mülheim a. d. Ruhr, die gewinnbringend an die Petrofina (Brüssel) verkauft werden konnten.
Auf der Aktivseite blieb als wichtigste Position die Caltex Tank-Kraft Mineralöl-GmbH, die neben dem Tankstellennetz ab 1958 die Caltex-Raffinerie in Raunheim und in Kassel das seinerzeit größte Tanklager in Westdeutschland errichtete. Der Treibstoffspeicher versorgte überwiegend den süddeutschen Raum und hatte ein Fassungsvermögen von 15.250 m3. Der Umschlag von Kraftstoffen und Heizölen auf Eisenbahnkesselwagen und Tanklaster erfolgte über 13 Füllanlagen. Zudem übernahm die Brabag im Jahr 1971 die Böco Mineralöl-GmbH in Regensburg. Die Gesellschaft verfügte über eine Flotte eigener Kesselwagen, welche die Brabag unabhängig von der Caltex für den Treibstofftransport zwischen Hessen und Süddeutschland nutzte und vermietete. Zu den größten Aktionärsgesellschaften der Braunkohle-Benzin AG gehörten in der Folgezeit die:
- Rheinische Braunkohlenwerke AG (Nachfolgerin der RAG)
- Union Rheinische Braunkohlen Kraftstoff AG
- VIAG
- AKW
- PreussenElektra
- Kali und Salz AG
- I.G. Farbenindustrie AG i. L.[191]

Von den Rückschlägen, die sich aus dem Kriegsfolgengesetz ergaben, konnte sich die Brabag jedoch nicht wieder erholen. Sukzessive musste das Unternehmen seine aktive Geschäftstätigkeit einstellen. Der Grund dafür waren die 1938 und 1940 herausgegebenen drei Unternehmensanleihen von je 40 Millionen RM. Obwohl die Brabag einen Teil bereits getilgt hatte, konnte sie mit den verbliebenen Vermögenswerten nicht alle Obligationäre befriedigen. Ende 1961 befanden sich in Westdeutschland börsennotiert noch Wertpapiere im Gesamtwert von 10.307.550 RM im Umlauf. Wie viele Brabag-Papiere noch in Ostdeutschland versteckt auf Dachböden oder hinter Bücherwänden existierten, war unbekannt. Infolge der Streichung aller Altforderungen beantragte die Brabag-Verwaltung ein Vertragshilfeverfahren. Betroffen waren 30.000 Kleinsparer.
Was nun folgte, ging in die bundesdeutsche Finanzgeschichte als „Lex-Brabag“ ein. Von den Brabag-Aktionären beauftragte Rechtswissenschaftler begründeten, dass die „verbriefte Ausfallbürgschaft für die verbliebenen Gründungsmitglieder der Braunkohle-Benzin AG keine Bedeutung habe, da sie im Jahr 1934 gezwungen worden, der Pflichtgemeinschaft beizutreten und auch die Bürgschaft nur unter Druck übernommen“ hätten. Gleichfalls lehnte der Bundestagsausschuss für Geld und Kredit die Umwandlung der Reichsbürgschaft in eine Bundesbürgschaft ab. Die Deutsche Schutzvereinigung für Wertpapierbesitz schlug die Ausgabe von Besserungsscheinen vor. Hierfür taxierte die Bundesbank den Wert der in Mitteldeutschland enteigneten Werke offiziell auf 600 Millionen DM. Diese Summe entspricht heute der gleichen Kaufkraft von 1.748 Millionen Euro.
Die Argumentationen der ehemaligen Brabag-Gründer sowie der Bundesregierung waren für viele Kleinsparer mehr als eine böse Überraschung. Denn die Obligationen wurden auf dem Anlagemarkt unverändert frei gehandelt. Neben der Brabag selbst, hatten Banken und sogar das Bundesministerium der Finanzen die verbürgten Obligationen der Braunkohle-Benzin AG beispielsweise bei Bauvorhaben als 100-prozentige Sicherungsabtretung für Kredite anerkannt.
Letztlich wurden die Zinsen reduziert und die Schuldverschreibungen rückwirkend 10:1 von Reichsmark auf Deutsche Mark umgestellt. Damit verwandelte sich das einstige Emissionsvolumen in Höhe von 120 Millionen RM in 12 Millionen DM beziehungsweise 1,3 Millionen DM für die Wertpapiere, die sich noch im Umlauf befanden. Aufgrund gerichtlicher Beschlüsse erfolgte ab 1963 die quotale Auszahlung der umgestellten Beträge, für die Wertpapiere von 1938 in Höhe von 35 % beziehungsweise 25 % für die Papiere von 1940. Für den Rest erhielten die Gläubiger Besserungsscheine zuerkannt. Beispiele:
- 1000 RM bei Teilschuldverschreibung von 1938, Neubewertung 100 DM, Auszahlung 35 DM, Besserungsschein 65 DM
- 1000 RM bei Teilschuldverschreibung von 1940, Neubewertung 100 DM, Auszahlung 25 DM, Besserungsschein 75 DM[67]

Zur Schuldenregulierung bedienten sich nach dem „Brabag-Beschluss“ mehrere Institutionen und Unternehmen der Ausgabe von Besserungsscheinen, die vor 1945 Anleihen herausgegeben hatten und beschlagnahmte Vermögenswerte in der ehemaligen Sowjetischen Besatzungszone beziehungsweise in den ehemals deutschen Ostgebieten besaßen. Die verbrieften Restverbindlichkeiten stellen teilweise bis heute sogenannte Hoffnungswerte dar.

## Auflösung
Nachdem die Brabag keine Gewinne mehr erzielen konnte, beschlossen die beteiligten Unternehmen im Jahr 1983, die Aktiengesellschaft als bloßen Firmenmantel bestehen zu lassen. Damit blieb die Brabag auf dem Papier erhalten, so dass den Aktionären die Ansprüche auf das in Mitteldeutschland enteignete Vermögen nicht verloren gingen. Das Unternehmen besaß in der Folgezeit kein eigenes Personal mehr, sondern wurde von den Aktionärsgesellschaften mit verwaltet. Da die Rheinische Braunkohlenwerke AG beziehungsweise deren Nachfolgegesellschaft, die RWE Rheinbraun AG, inzwischen mit 48 % den größten Aktienanteil an der „Rest-Brabag“ hielt, stellte sie einen Mitarbeiter zu Administrationszwecken ab. Eines der Vorstandsmitglieder der RWE Rheinbraun saß dem Aufsichtsrat der Brabag bis zur Auflösung vor.
Nach der Deutschen Wiedervereinigung forderten die Beteiligungsgesellschaften eine Rückgabe der enteigneten Brabag-Vermögenswerte. Dazu zählten neben den Werken der Grund und Boden der ehemaligen Brabag-Siedlungen, die mittlerweile zum Landeseigentum von Sachsen, Brandenburg und Sachsen-Anhalt gehörten. Der Verwaltungssitz der Brabag wurde 1990 nach Köln und 1998 zurück nach Berlin verlegt. Auf Grundlage des Einigungsvertrages und des Vermögensgesetzes (VermG) blieben die SMAD-Enteignungen trotz jahrelanger juristischer Bemühungen der Brabag-Aktionäre jedoch rechtsgültig. Somit entfiel für die beteiligten Unternehmen der Grund, die Brabag aufrechtzuerhalten. Am 21. Februar 2002 wurde die Braunkohle-Benzin AG aus dem Handelsregister gelöscht.
Damit endete die Geschichte eines Unternehmens, das 1934 im Zuge der NS-Autarkiepolitik als Pflichtgemeinschaft angeblich unter Zwang gegründet worden war. An dieser Darstellung halten die ehemaligen Brabag-Gründungsgesellschaften beziehungsweise deren Nachfolgerinnen unverändert in Unternehmenspublikationen und Firmenbiografien fest. Unabhängigen Studien zufolge, konnte der NS-Staat jedoch auf die gewünschten industriellen Kapazitäten widerstandslos zurückgreifen, da die Investitionstätigkeit in den betreffenden Branchen im Allgemeinen keineswegs auf staatlichem Zwang beruhte. Vielmehr erfolgten die meisten Investitionen freiwillig aufgrund eines der privatwirtschaftlichen Rationalität entspringenden Profitinteresses.
Länger als im Dritten Reich – und in jedem Fall freiwillig – hielten die beteiligten Unternehmen am Fortbestand der Brabag in der Bundesrepublik Deutschland fest. Das 1934 entwickelte Logo sowie das Layout des Briefpapiers blieben über 67 Jahre unverändert. Noch im Jahr 2002 trugen die Lettern Braunkohle-Benzin AG denselben braunen Farbton wie 1934.